# Certosa di San Martino
La certosa di San Martino è un'area palaziale di Napoli situata sulla collina del Vomero, accanto al castel Sant'Elmo.
Cronologicamente è la seconda certosa della Campania essendo stata fondata diciannove anni dopo quella di San Lorenzo a Padula e quarantasei prima di quella di San Giacomo a Capri. Dopo l'Unità d'Italia ha assunto il titolo di monumento nazionale e dal 1866 ospita il Museo nazionale di San Martino, nato con lo scopo di raccontare la storia artistica e culturale della città. Dal dicembre 2014 il Ministero per i beni e le attività culturali gestisce certosa e museo tramite il Polo museale della Campania, nel dicembre 2019 divenuto Direzione regionale Musei.
Costituisce uno dei maggiori e più estesi complessi monumentali religiosi della città e, assieme alla reale cappella del Tesoro di san Gennaro, uno dei più importanti e riusciti esempi di architettura e arte barocca poiché fulcro della pittura napoletana del Seicento. La sua complessa articolazione spaziale comprende circa cento sale, due chiese, un cortile, quattro cappelle, tre chiostri, giardini pensili e vari altri spazi ancora.

## Storia

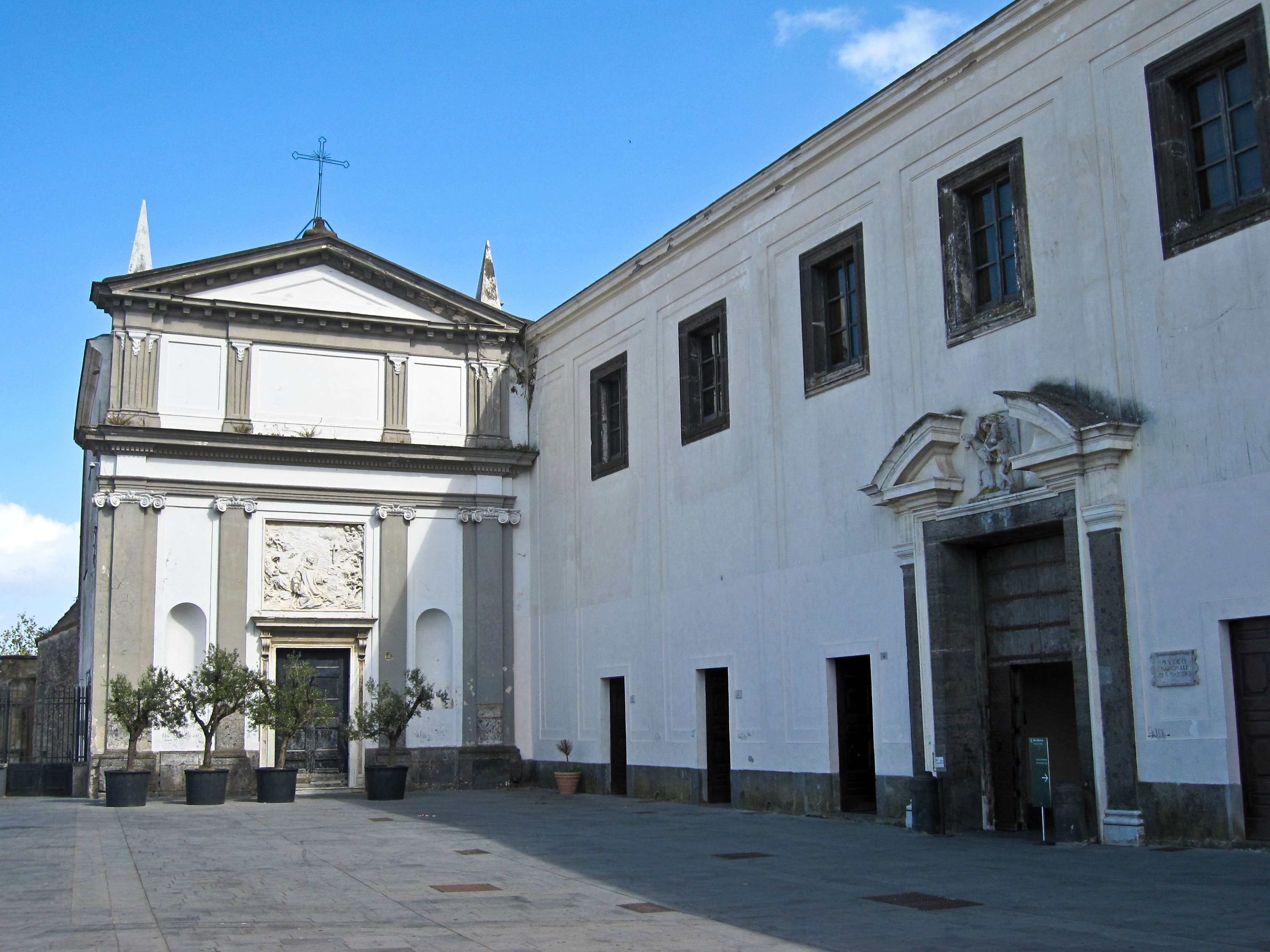
A sinistra è la facciata della chiesa delle Donne, a destra invece è l'ingresso al complesso certosino.

Nel 1325 Carlo d'Angiò, duca di Calabria e primogenito di Roberto d'Angiò, fece erigere sulla sommità del colle di Sant'Erasmo il monastero dell'ordine dei certosini, il favorito della casa reale francese.
Gli architetti che iniziarono la costruzione della certosa furono Tino di Camaino, maestro di corte angioina, e Francesco di Vito, i medesimi che lavoravano negli stessi anni al castello adiacente di Belforte (più noto come Castel Sant'Elmo); nel 1336, dopo la morte del Camaino, il suo allievo Attanasio Primario assunse la direzione dei lavori coadiuvato da Giovanni de Bozza. La certosa fu inaugurata e consacrata nel 1368, sotto il regno della regina Giovanna d'Angiò, seppur i certosini avevano preso possesso del monastero già dal 1337. Della prima soluzione architettonica della fabbrica rimangono solo pochi elementi all'interno del complesso religioso: in particolare, sono riconoscibili alcune aperture con archetti in stile catalano che si trovano nell'ex refettorio, usate probabilmente come passavivande, venute alla luce in un recente restauro. Più importanti e ampi sono invece gli spazi sotterranei della certosa, aperti al pubblico solo nel 2015: mettendo in luce l'originaria impostazione gotica dell'edificio, i sotterranei suggeriscono che Camaino abbia inglobato strutture preesistenti legate al castello di Belforte, scavato all'interno della collina, che fungono tra l'altro anche da basamento della certosa sovrastante.

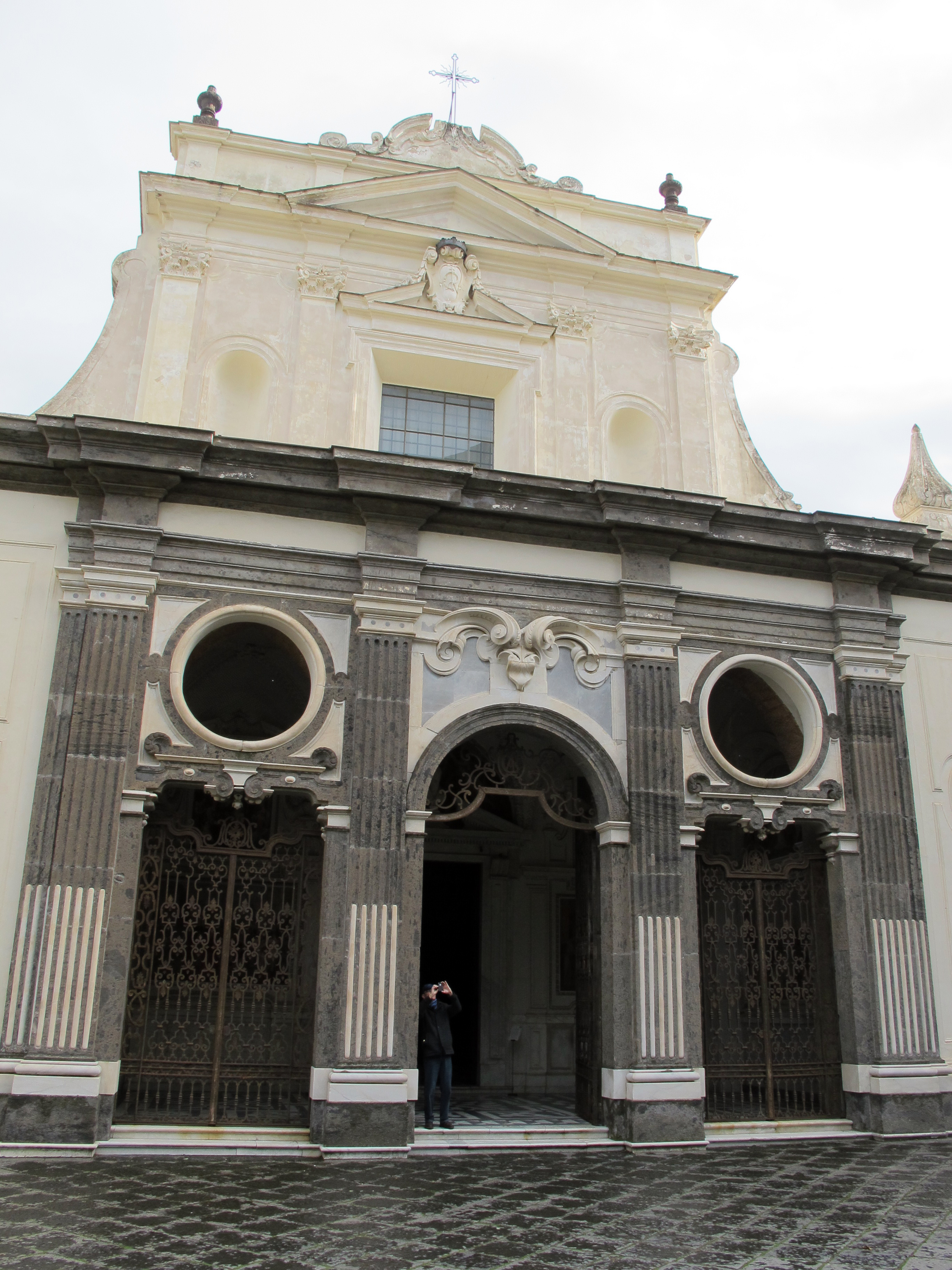
La chiesa principale nel cortile d'onore.

Il complesso fu dedicato a Martino di Tours certamente prima del 1467, probabilmente per la presenza nel luogo di un'antica cappella preesistente a lui dedicata.
Sotto la spinta della Controriforma la certosa fu poi modificata secondo criteri più moderni e grandiosi, ricevendo alla fine del XVI secolo rimaneggiamenti e ampliamenti in stile tardomanierista e barocco. I lavori vennero affidati dal 1589 al 1609 a Giovanni Antonio Dosio che fu di fatto il primo artefice di gran parte delle trasformazioni ricevute dal complesso, occupandosi del nuovo disegno architettonico del monastero. Dosio ristrutturò il trecentesco chiostro grande, nel quale aggiunse altre celle per i monaci il cui numero era in aumento, costruì il chiostro dei Procuratori, e ampliò la chiesa con le edificazioni delle cappelle laterali e degli ambienti laterali alla zona absidale, il coro e il parlatorio da un lato e il refettorio e la cappella del Tesoro Nuovo dall'altro. A questo periodo si devono le commissioni pittoriche che ne decorano le sale interne, affidate ad artisti quali il Cavalier d'Arpino, suo fratello Bernardino, Belisario Corenzio, Giovanni Baglione, Lazzaro Tavarone, Andrea Lilli e Avanzino Nucci. La parte scultorea invece spetta prevalentemente ai lavori di Pietro Bernini, Michelangelo Naccherino e Giovan Battista Caccini.
Dal 1618 al 1623 la direzione del cantiere passò a Giovan Giacomo di Conforto, che si occupò di completare il progetto di Dosio, mentre dal 1623 al 1656 lasciò la sua impronta artistica l'architetto Cosimo Fanzago, artefice della veste barocca che ha assunto il complesso certosino: a Fanzago spettano la facciata della chiesa e le decorazioni marmoree interne della stessa e delle sue cappelle, i busti marmorei che decorano le pareti del porticato del chiostro grande e il cimitero del priore, che diverrà il modello per quello della certosa di Padula di qualche decennio dopo. I pittori che lavorarono in questa fase successiva di ristrutturazione del complesso furono i più grandi artisti della pittura napoletana del Seicento: Massimo Stanzione, Jusepe de Ribera, Luca Giordano, Battistello Caracciolo, Paolo Finoglio e gli emiliani Guido Reni e Giovanni Lanfranco.
Nella prima metà del XVIII secolo i lavori passarono poi a Nicola Tagliacozzi Canale, che si dedicherà soprattutto al rifacimento degli spazi occupati dal priore le cui sale furono affrescate da Crescenzio Gamba, e poi a Domenico Antonio Vaccaro; i due architetti in questa fase furono accompagnati nelle decorazioni pittoriche principalmente da Francesco Solimena e Francesco De Mura.
Nel 1799 i certosini vennero cacciati, ritornando poi nel 1804 per poi essere nel 1807 nuovamente espulsi. Nel 1836 vennero di nuovo riammessi e infine espulsi definitivamente nel 1866, quando alla certosa fu annesso il museo nazionale omonimo divenendo pertanto, su richiesta di Giuseppe Fiorelli, bene monumentale proprietà dello Stato italiano.

## Descrizione

### Pianta
| ██ Chiesa delle Donne ██ Cortile ██ Chiesa principale 1. Pronao 2. Navata 3. Cappella di San Gennaro 4. Cappella di San Giuseppe 5. Cappella di San Bruno 6. Cappella dell'Assunta 7. Cappella di San Nicola (già sacrestia Vecchia) 8. Cappella di San Martino 9. Cappella del Battista 10. Cappella di San Ugo 11. Cappella del Rosario 12. Abside 13. Sacrestia 14. Passaggetto 15. Cappella del Tesoro Vecchio 16. Cappella del Tesoro Nuovo 17. Sala capitolare 18. Coro dei conversi 19. Passaggetto 20. Parlatorio 21. Refettorio 22. Chiostrino 23. Cappella della Maddalena ██ Museo nazionale di San Martino ██ Chiostro grande ██ Cimitero fanzaghiano ██ Quarto del priore ██ Corridoio fanzaghiano ██ Chiostro dei procuratori ██ Farmacia ██ Cona dei Lani ██ Loggia panoramica del Quarto del Priore ██ Giardino del Quarto del Priore e scala fanzaghiana ██ Giardini terrazzati sulla città | Pianta |

### Piazza e cortile d'onore
Sul piazzale esterno al complesso certosino è defilata sulla sinistra la chiesa delle Donne, opera di Giovanni Antonio Dosio ornata da stucchi del XVII secolo, chiamata così perché destinata ad uso esclusivo delle donne, alle quali era proibito fare accesso alla certosa. A destra è invece l'ingresso, caratterizzato da un androne su cui è collocato uno stemma angioino ed un affresco ritraente San Bruno; dall'ingresso si accede al cortile d'onore realizzato sempre dal Dosio, sulla cui sinistra prospetta la chiesa principale della certosa.

### Chiesa

#### Facciata e pronao

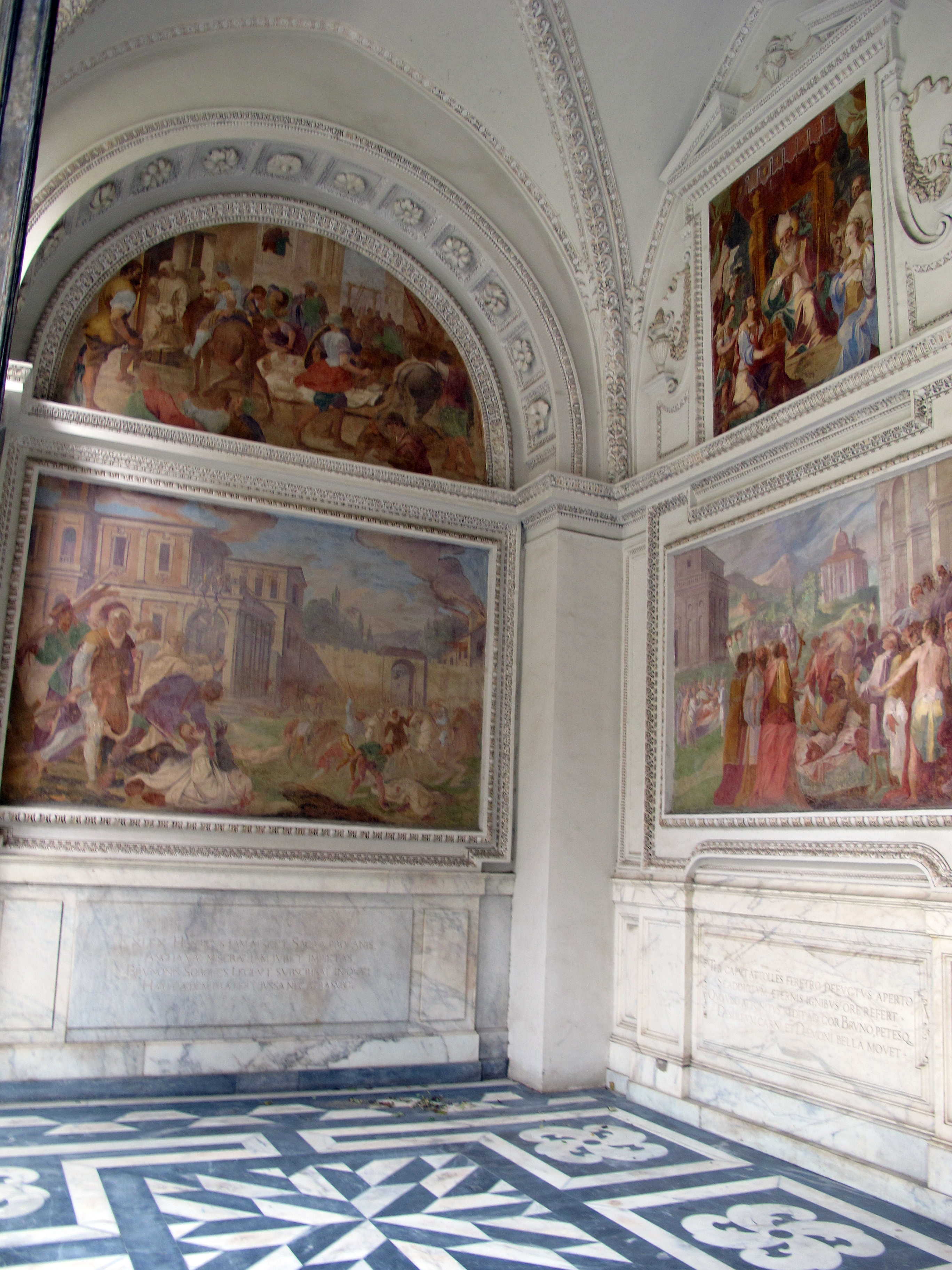
Un lato del pronao

La facciata della chiesa trecentesca fu rimaneggiata prima sul finire del Cinquecento dal Dosio, che riadattò il pronao da cinque a tre arcate ricavandone due cappelle nella controfacciata della chiesa, quella del Rosario e di San Giuseppe, e poi successivamente da Cosimo Fanzago che costruì nella prima metà del Seicento una serliana per mascherare la facciata precedente; la parte superiore e le pareti laterali sono invece opera di Nicola Tagliacozzi Canale.
Le pareti del pronao sono caratterizzate dagli affreschi del Cavalier d'Arpino, di Micco Spadaro, Giovanni Baglione e Belisario Corenzio. Al primo sono attribuiti i due angeli reggenti lo stemma CART posti sopra il busto di papa Pio V, questa opera di ignoto autore napoletano di fine Cinquecento collocato sopra il portale d'ingresso, il cui portone in legno intagliato con figure di santi è dei primi del XVII secolo, mentre invece nella stessa parete frontale sono ritratte in quattro grandi riquadri le scene di Carlo duca di Calabria che offre la chiesa al vescovo San Martino, posta in alto a sinistra e opera del Baglione del 1591 circa, mentre in basso è l'opera del Corenzio Bruno di Colonia che vede miracolosamente Raimondo Diocres condannato all'inferno, datata 1632, così come del Corenzio sono gli altri due riquadri a destra del portale con La regina Giovanna I che offre la custodia della chiesa a san Bruno in alto e Il sogno di sant'Ugo che indica il luogo di Cartusia in basso, entrambe datate ancora 1632.
Le pareti laterali dello stesso pronao vedono infine altri quattro grandi riquadri con affreschi dello Spadaro datati 1651-1656; a sinistra sono le scene di Storie di santi Certosini in alto e La distruzione di una certosa in Inghilterra in basso, a destra sono invece in entrambi i riquadri Storie di supplizi inflitti ai certosini in Inghilterra da parte di re Enrico VIII Tudor.

#### Navata

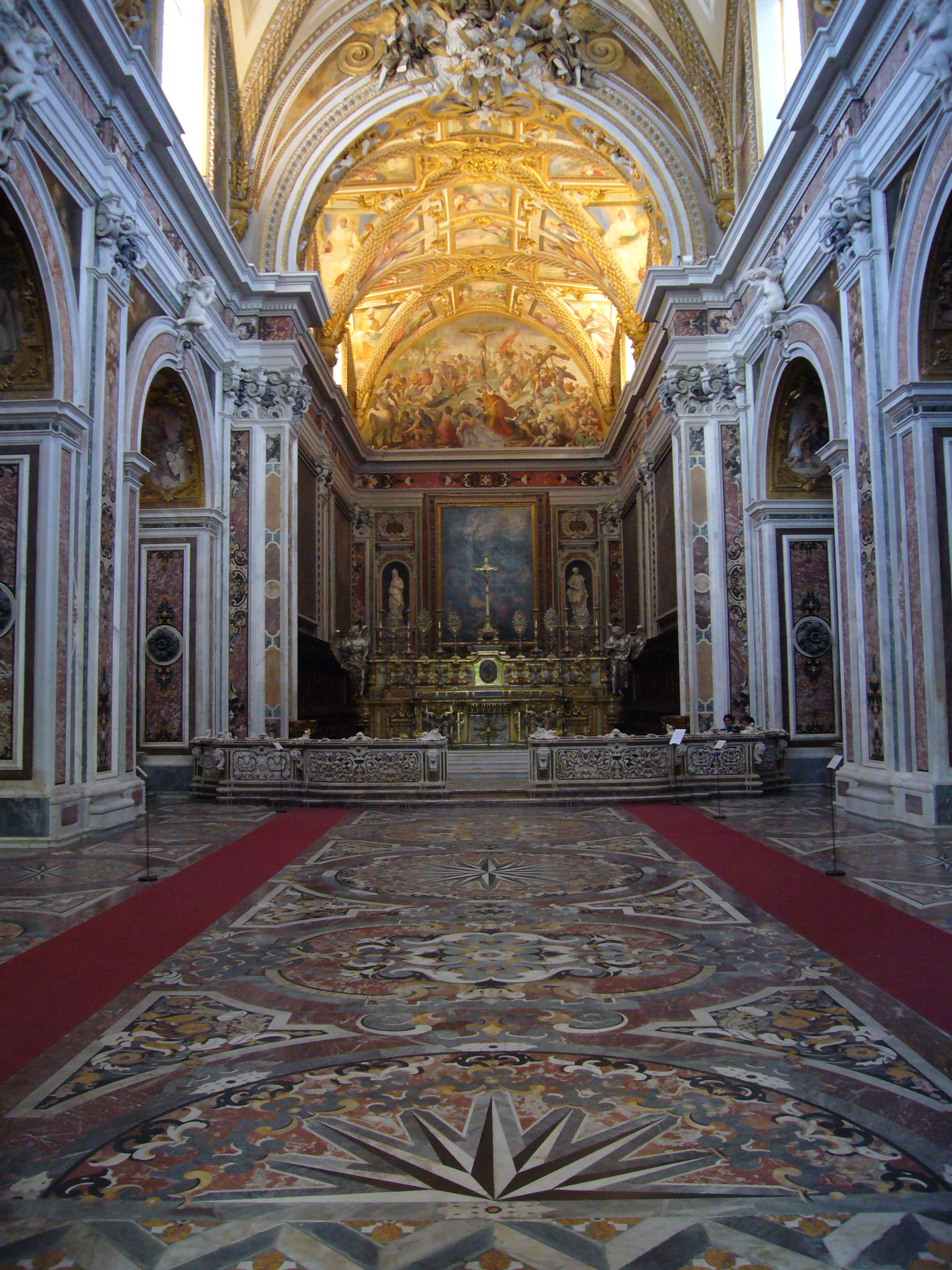
Scorcio della navata

La chiesa si compone di una navata unica con otto cappelle laterali e altre sale (una sacrestia, un coro, un refettorio, una sala capitolare, diverse cappelle e un parlatorio) che si succedono ai lati della zona absidale. Essa presenta nel suo insieme un livello di decorazione interna, sia pittorica che scultorea, a cavallo tra il XVI secolo e il XVIII secolo che la rendono una delle più importanti della città. Le esecuzioni marmoree e plastiche interne sono frutto prevalentemente dell'opera di Cosimo Fanzago, che fu chiamato a ristrutturare la certosa dal 1623 al 1656, occupandosi in questa circostanza anche di rifare la facciata esterna della chiesa.

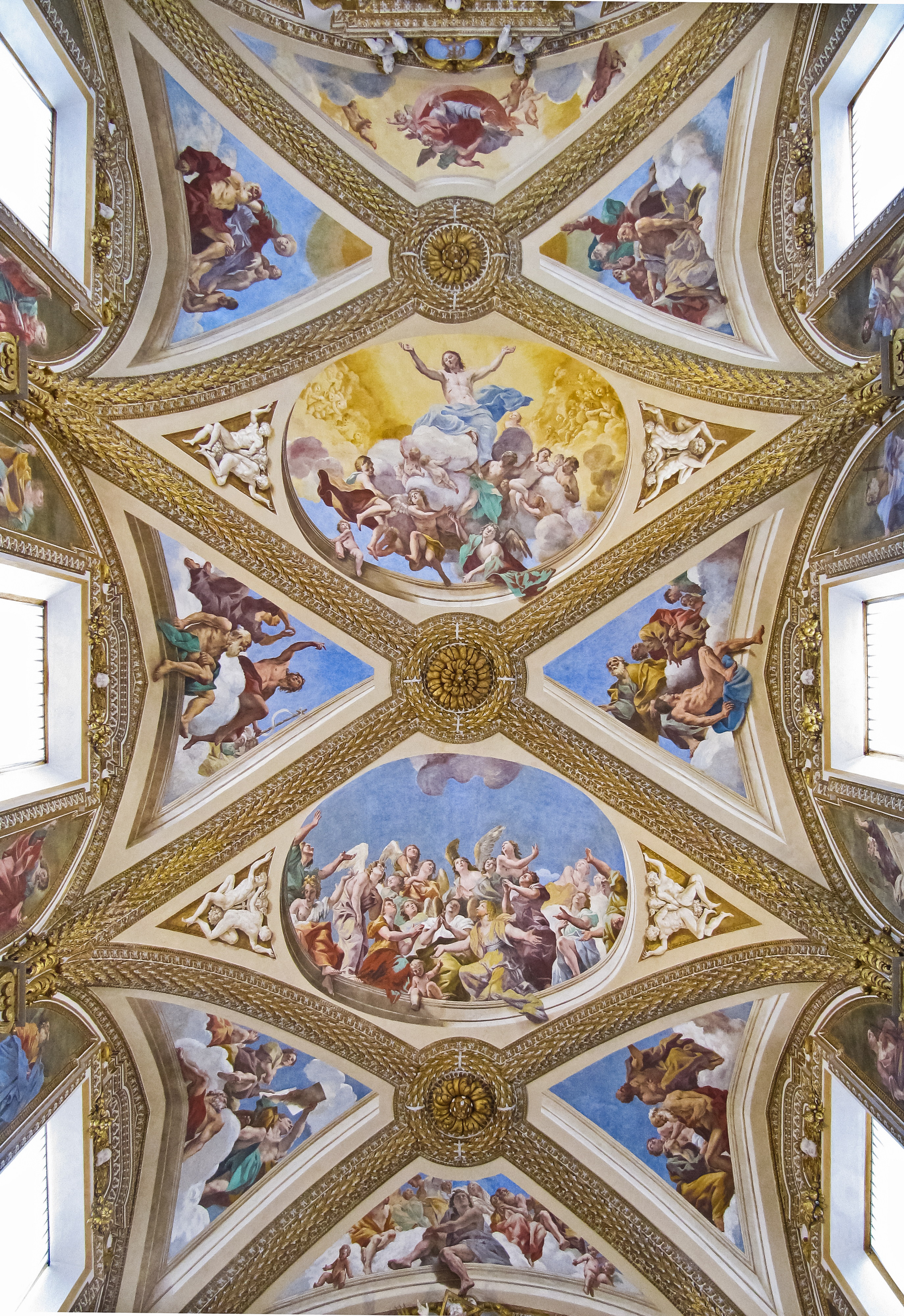
La volta della navata con gli affreschi di Giovanni Lanfranco

Il pavimento marmoreo della navata è un progetto del Fanzago. L'architetto tuttavia non riuscì a portarlo a termine a causa di una violenta controversia con i certosini, verificatasi nel 1656, che lo spinse ad interrompere ogni rapporto con loro e quindi a lasciare incompiuti molti progetti, che furono però ultimati da Bonaventura Presti, che assunse la direzione dei lavori in tutto il complesso e al quale si deve l'assetto definitivo della chiesa. Il pavimento fu realizzato dal Presti nel 1664-1665 in preziosi marmi policromi, costituendo un grande esempio dell'arte dell'intaglio e della commissione dei marmi; si tratta di una soluzione decorativa che produce un'apparente tridimensionalità e uno straordinario impatto visivo per chi visita la chiesa.
La volta della navata è arricchita da uno ciclo pittorico che maschera le strutture a crociera della copertura; gli affreschi furono compiuti tra il 1636 e il 1639 e costituiscono uno dei più importanti e preziosi lavori del pittore emiliano Giovanni Lanfranco, il quale intese riprendere le scene dell'Ascensione di Cristo con angeli e beati e Apostoli negli spicchi laterali dei finestroni.
Nella controfacciata, ai lati del portale d'ingresso, sono due statue del Fanzago, che tuttavia furono terminate da Alessandro Rondone, e sempre nei pressi del portale sono collocate entro due cornici marmoree ancora del Fanzago le tele raffiguranti Mosè ed Elia del Ribera, che hanno rimpiazzato due affreschi del d'Arpino a medesimo soggetto che comunque sono rimasti intatti sotto le tele; sopra il portale principale è infine una Pietà di Massimo Stanzione del 1638, la quale sostituì un affresco di Andrea Lilli oggi esposto in una sala del Quarto del priore della certosa.

#### Cappelle laterali
Le cappelle laterali della navata sono otto, quattro per lato, due delle quali aggiunte nel corso del Seicento agli angoli estremi della controfacciata, comunicanti con le prime di destra e di sinistra, e che costrinsero il riadattamento della facciata esterna della chiesa con una riduzione da cinque arcate del pronao a tre. Le transenne di tutte le cappelle così come la decorazione marmorea di quelle di San Bruno e di San Giovanni Battista sono infine ancora del Fanzago, a cui si devono anche i festoni di frutta sui pilastri e quattro putti marmorei sulle arcate di accesso alle cappelle, dove sono collocate inoltre una serie di dodici tele con Profeti e patriarchi di Jusepe de Ribera.

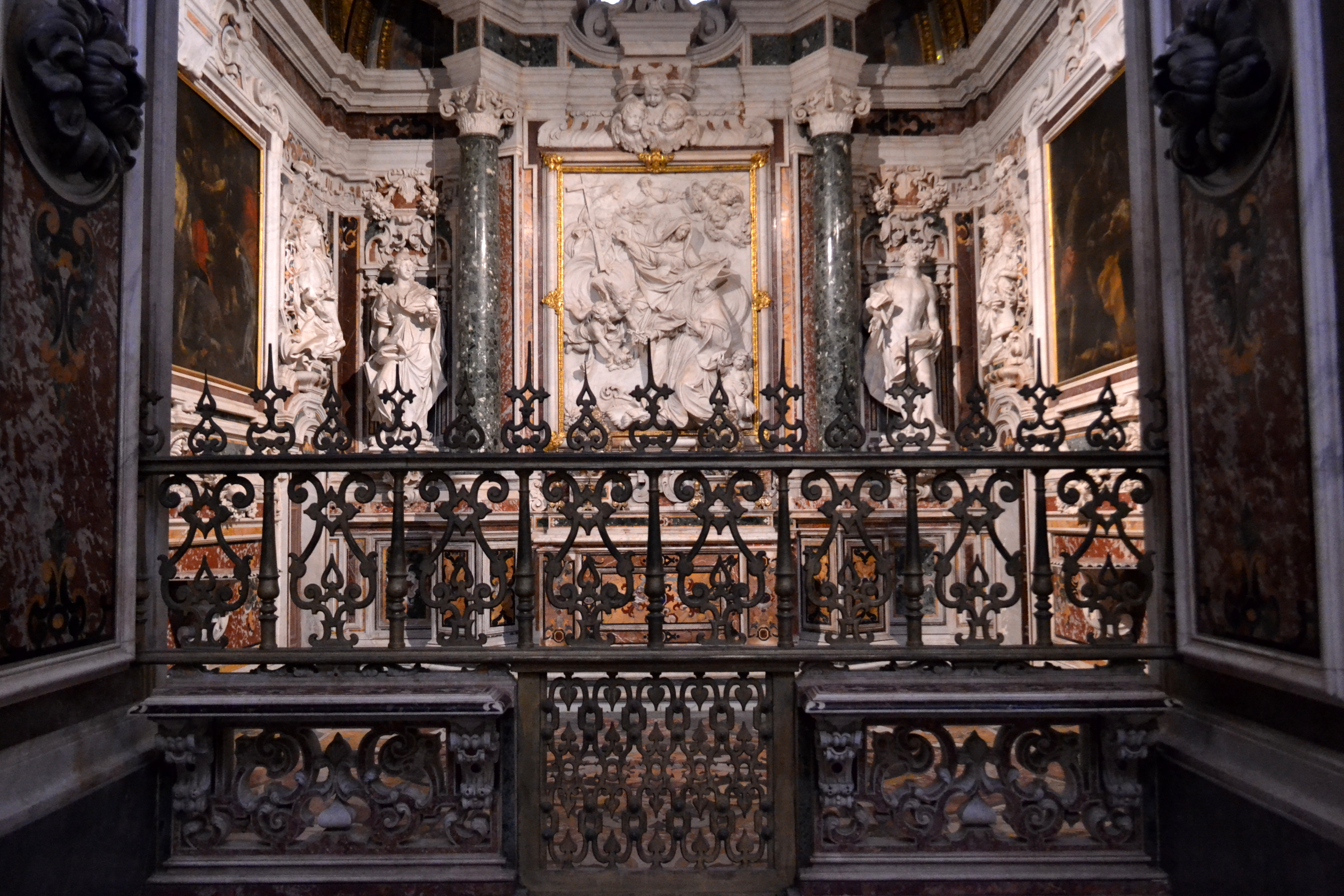
Cappella di San Gennaro

La prima cappella di sinistra è dedicata a San Gennaro; si rifà ai modi del Dosio e del Conforto nella decorazione con marmi commessi, datata 1620, e a quella del Fanzago per quanto concerne gli stucchi. I dipinti della Decollazione di San Gennaro e del Martirio di San Gennaro così come i cicli di affreschi della volta con le Storie del santo e San Gennaro in gloria, tutte opere datate 1632, sono di Battistello Caracciolo, mentre le sculture che decorano l'ambiente sono invece di Domenico Antonio Vaccaro, datate 1709-1719, e sono la Vergine e la Trinità consegnano le chiavi della città a san Gennaro, in un altorilievo, la statua della Fede, quella del Martirio e i quattro medaglioni con evangelisti. Una porta a sinistra della cappella dà accesso alla cappella di San Giuseppe, decorata anch'essa dal medesimo Domenico Vaccaro che eseguì per l'ambiente gli stucchi dorati che la caratterizzano, e da tele di Paolo De Matteis datate 1718 circa.
La seconda cappella di sinistra della navata è quella di San Bruno, le cui decorazioni marmoree datate 1631-1636 sono del Fanzago, quando questi era al capo del cantiere della certosa. I dipinti che decorano le pareti sono di Massimo Stanzione e datati 1633-1637, San Bruno dà la regola ai suoi seguaci, il Conte Ruggiero davanti a San Bruno e l'Apparizione della Vergine e di san Pietro ai certosini di Grenoble; allo stesso pittore napoletano si devono inoltre gli affreschi della volta coevi ai dipinti con San Bruno portato in cielo dagli angeli, l'Assedio di Capua da parte del conte Ruggiero e la Guarigione dei malati alla fonte miracolosa. Le sculture della Solitudine e Penitenza datate 1705-1708 sono infine di Lorenzo Vaccaro (ultimate poi da Domenico Antonio), a cui si deve anche il pavimento marmoreo e due putti.
La terza cappella di sinistra è quella dell'Assunta. Questa presenta una decorazione seicentesca completata nel Settecento da Nicola Tagliacozzi Canale; sull'altare e alle pareti sono dipinti di Francesco De Mura con l'Annunciazione, l'Assunta e la Visitazione. Nella volta e nelle lunette sono collocati affreschi del 1626 circa con Storie di Maria, di Battistello Caracciolo; le sculture della Verginità e della Ricompensa così come i due putti all'altare sono invece di Giuseppe Sanmartino e datati 1757. Una porta a destra della cappella conduce a quella di San Nicola, ex sacrestia vecchia, dove sono alle pareti affreschi del 1632 di Belisario Corenzio con i Martiri delle sante Agata e Caterina, e una pala d'altare datata 1636 di Pacecco De Rosa ritraente San Nicola.
La prima cappella di destra, dedicata a sant'Ugo, presenta una decorazione marmorea del 1617-1622 circa di Jacopo Lazzari e Felice de Felice. I dipinti alle pareti sono uno dello Stanzione, la Vergine tra i santi Ugo e Anselmo del 1644, e due di Andrea Vaccaro, Sant'Ugo che resuscita un bambino morto e Ricostruzione dell'abazia di Lincoln (entrambe del 1652); gli affreschi nella volta e nelle lunette sono invece del Corenzio e riguardano le Storie della vita di sant'Ugo (1632). Le sculture di Matteo Bottiglieri che caratterizzano l'ambiente sono infine la Beata Margherita di Digione, la Beata Rosellina di Villanova, il Beato Nicola Albergati, San Bruno e alcuni putti e cherubini decorativi, tutte opere datate 1725 circa. A destra una porta conduce alla cappella del Rosario, decorata negli stucchi, nell'esecuzione del pavimento e nelle tre tele alle pareti (frontale e laterali) da Domenico Antonio Vaccaro, mentre è del Caracciolo il dipinto sulla controfacciata sui Santi Gennaro, Martino e altri, proveniente dalla cappella di San Gennaro della stessa chiesa.

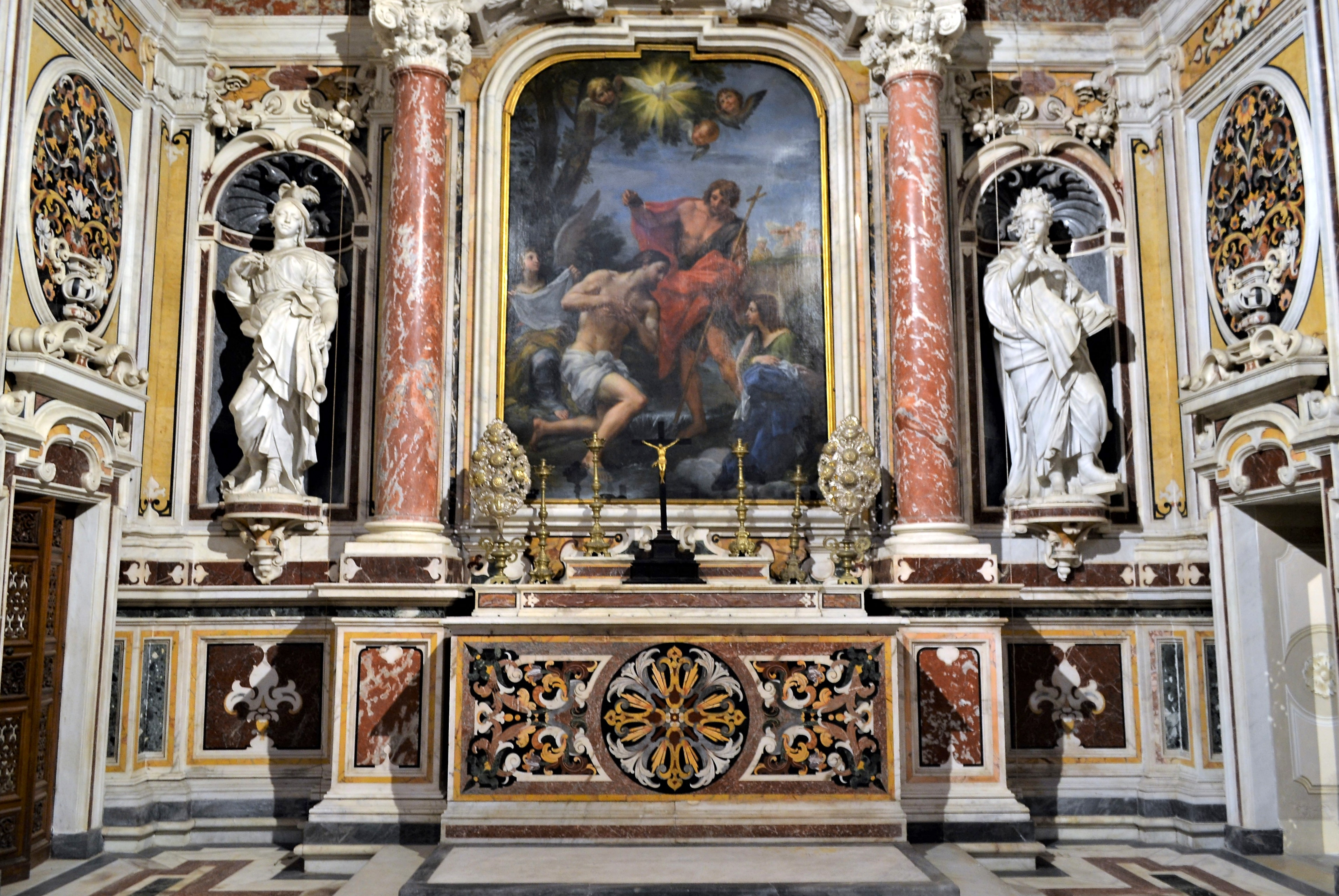
Cappella di San Giovanni Battista

La seconda cappella di destra è di San Giovanni Battista. Decorata dal Fanzago nel 1631, si presenta con un dipinto di Carlo Maratta del 1710 con il Battesimo di Cristo, con due di Paolo De Matteis del 1708, il Cristo che addita il Battista ai suoi discepoli e Giovanni Battista che predica nel deserto, e con due tele dello Stanzione, Salomè che offre la testa del Battista a Erode e la Decollazione del Battista, entrambi del 1643 circa. A quest'ultimo autore si devono inoltre anche gli affreschi della cupola con il Battista liberato dal Limbo e condotto nella gloria celeste dal Cristo e con le Virtù cardinali nei pennacchi. Le sculture di inizio Settecento dell'Eloquenza e della Fama buona sono infine di Lorenzo Vaccaro, che fece anche la pavimentazione nel 1704, terminate poi dal figlio Domenico Antonio.
La terza e ultima cappella di destra è dedicata a San Martino. La decorazione marmorea del primo quarto del Seicento di Nicola Botti e Salvatore Ferraro fu ristrutturata da Nicola Tagliacozzi Canale e dal Sanmartino nella metà del Settecento. La cappella è arricchita ai lati dell'altare con le sculture raffiguranti il Putto reggicandelabro, la Fortezza e la Carità di Giuseppe Sanmartino datati 1757; affreschi del 1631 sono di Paolo Finoglio e raffigurano le Storie della vita di san Martino, i Funerali del santo e il Santo che appare all'imperatore Valentiniano, mentre le due tele laterali sono opera di Francesco Solimena del 1732 circa, con il Cristo che appare in sogno a san Martino e San Martino che divide il mantello con il povero, e quella nella parete frontale è invece del Caracciolo con San Martino e angeli del 1625.

#### Presbiterio

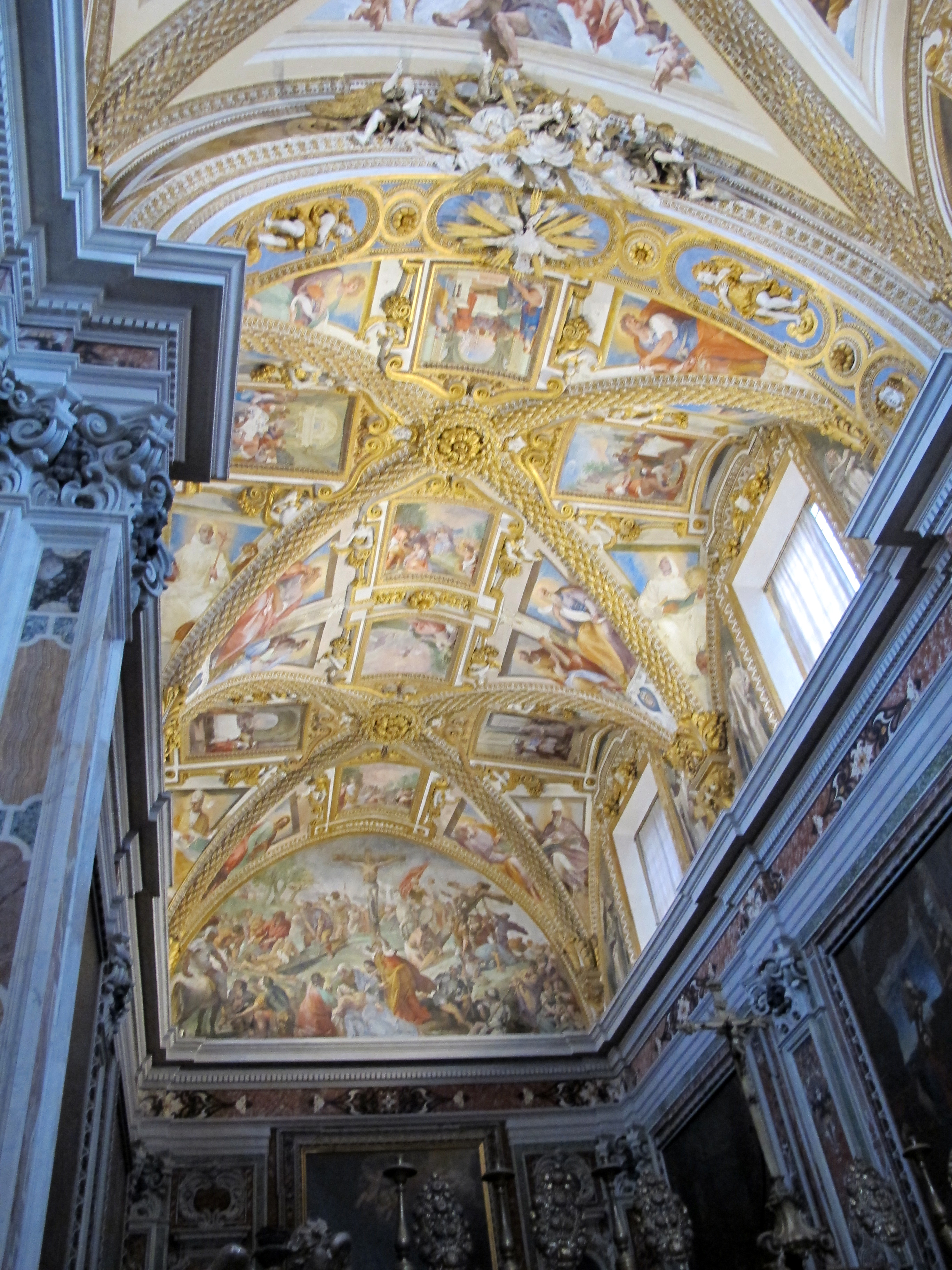
La volta della navata con gli affreschi di Giuseppe e Bernardino Cesari

Il presbiterio è preceduto prima dell'altare maggiore da una sontuosa balaustra in marmi, pietre preziose e bronzo dorato eseguita da Filippo Belliazzi nel 1761 su disegni di Nicola Tagliacozzi Canale e del Sanmartino.
L'abside, profonda e rettangolare con pavimento marmoreo del Fanzago stilisticamente in linea con quello della navata, ospita un grandioso coro ligneo dei monaci, datato 1629 ed eseguito da Orazio De Orio, e un altare maggiore in legno dorato e finto marmo eseguito su progetto di Francesco Solimena, compiuto per fungere da modello di un originale che avrebbe dovuto comporsi di marmo vero ma che però non fu mai eseguito e per questo il modello venne utilizzato sin dalla sua esecuzione, avvenuta intorno al 1705, come altare della chiesa. I putti che decorano i lati del paliotto sono di inizio Settecento ed opera di Giacomo Colombo, mentre gli angeli capoaltare sono di Giuseppe Sanmartino e datati 1768.
Gli affreschi della volta con le Storie del Vecchio e Nuovo Testamento con evangelisti, dottori della chiesa, profeti e santi certosini sono del Cavalier d'Arpino e del fratello Bernardino Cesari, compiuti tra il 1591 e il 1596, mentre di Giovanni Lanfranco è la Crocifissione nella lunetta frontale, eseguita tra il 1638 e il 1640.
Lungo le pareti laterali sono collocate cinque tele di grandi dimensioni, di cui quella sulla parete centrale, raffigurante la Natività, opera di Guido Reni del 1642, con ai lati entro due nicchie le statue raffiguranti la Vita Attiva di Pietro Bernini, a destra, e la Vita Contemplativa di Giovanni Battista Caccini a sinistra; mentre la scultura in rame dorato dell'Immacolata collocata in basso al quadro del Reni è invece di Gennaro Monte del 1682. Nella parete destra sono le tele raffiguranti la Pasqua degli ebrei (1639) di Massimo Stanzione e l'Ultima cena (1589) di Carletto Caliari (bottega di Paolo Veronese); in quella di sinistra invece sono la Comunione degli apostoli (1651) di Jusepe de Ribera e la Lavanda dei piedi (1622) di Battistello Caracciolo.

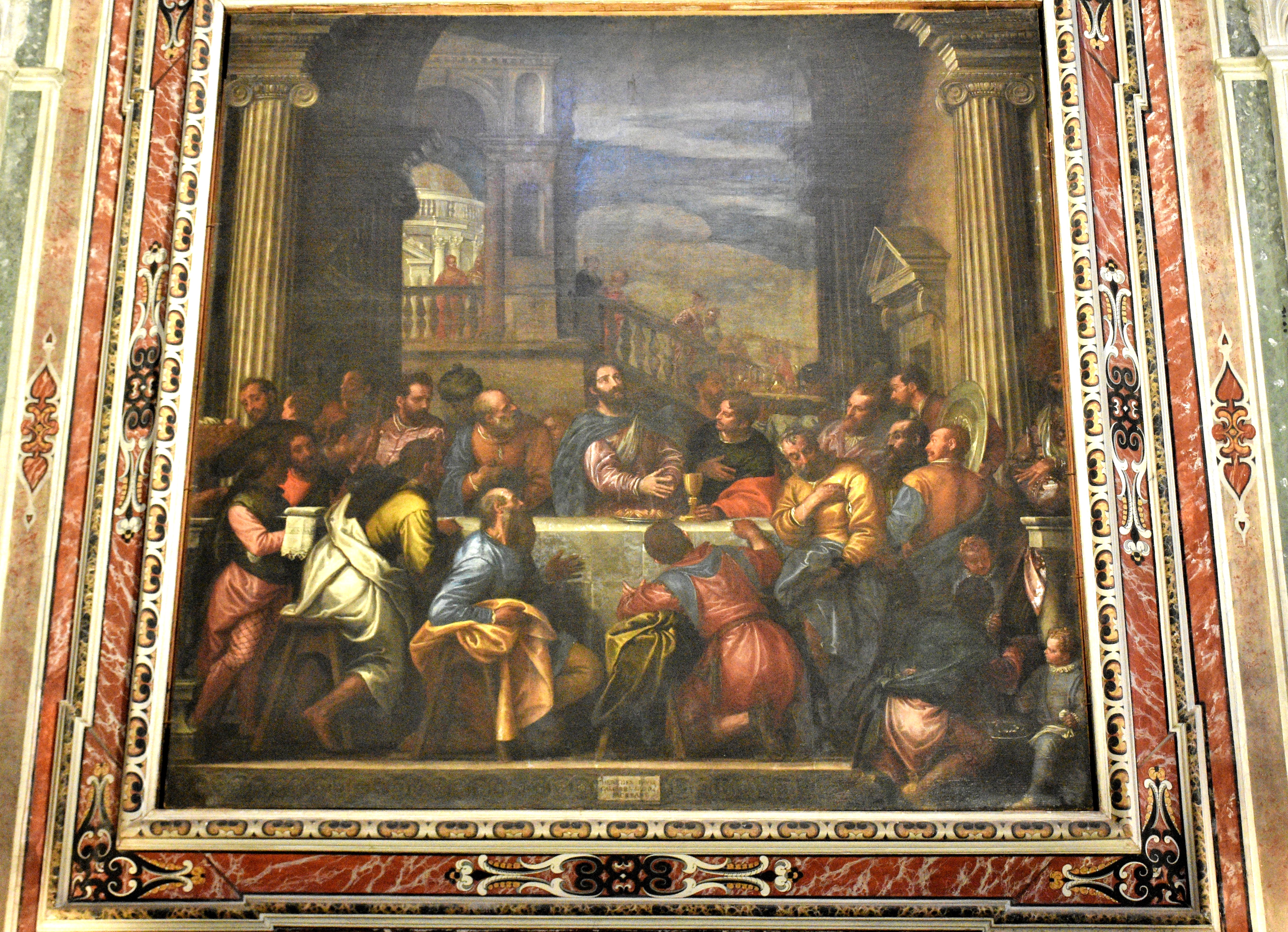
Bottega di Paolo Veronese, Ultima cena (1589)
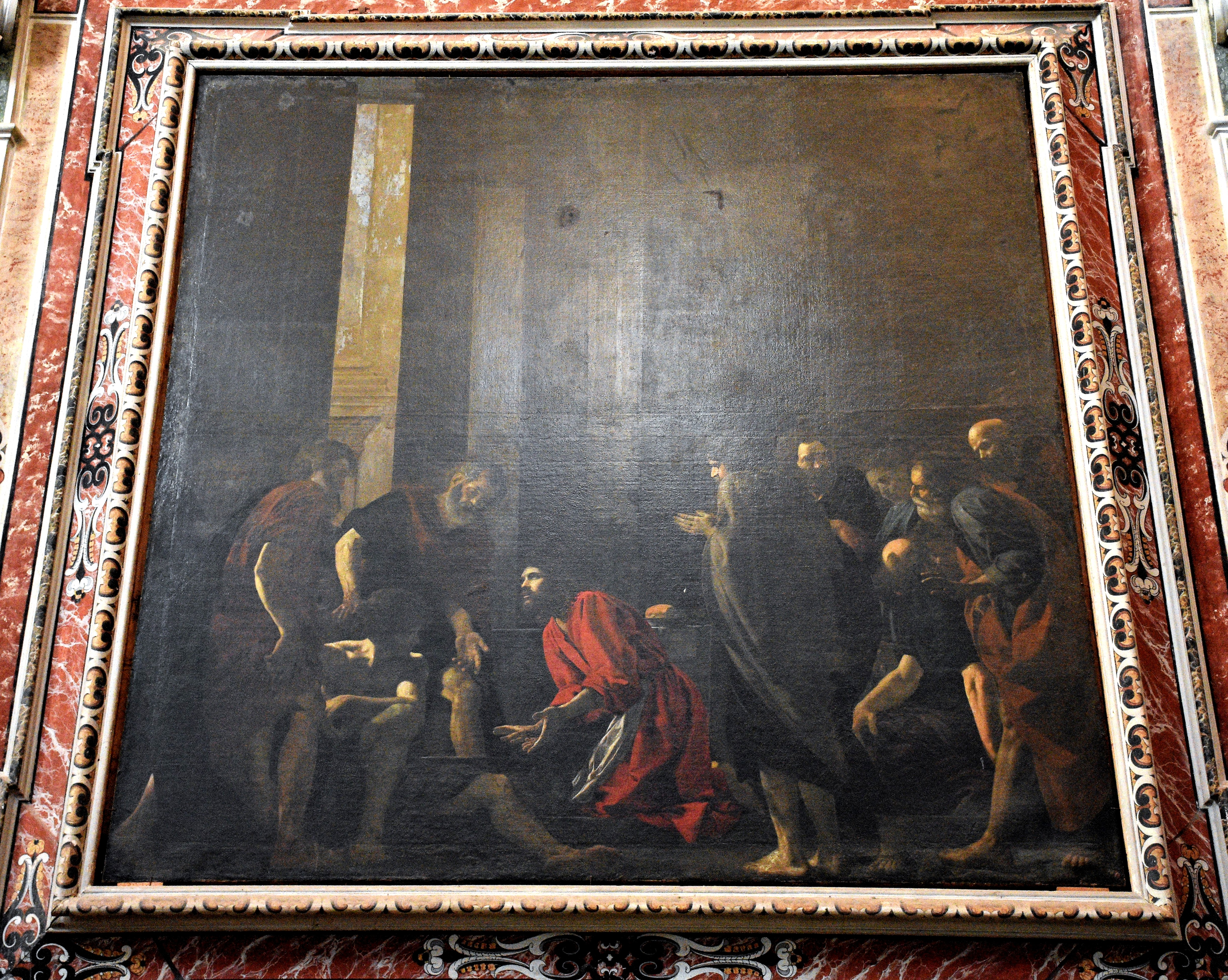
Battistello Caracciolo, Lavanda dei piedi (1622)
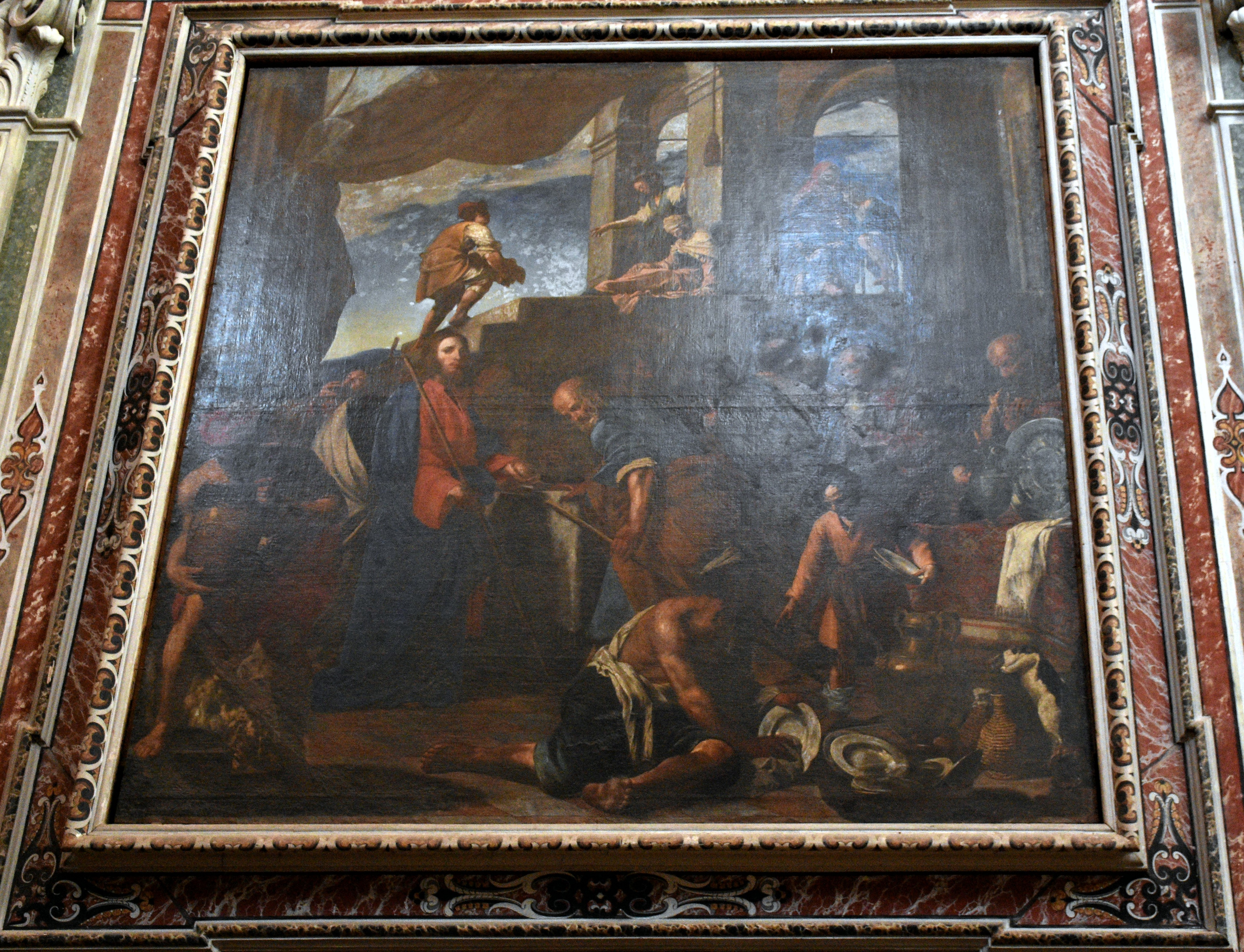
Massimo Stanzione, Pasqua degli ebrei (1639)
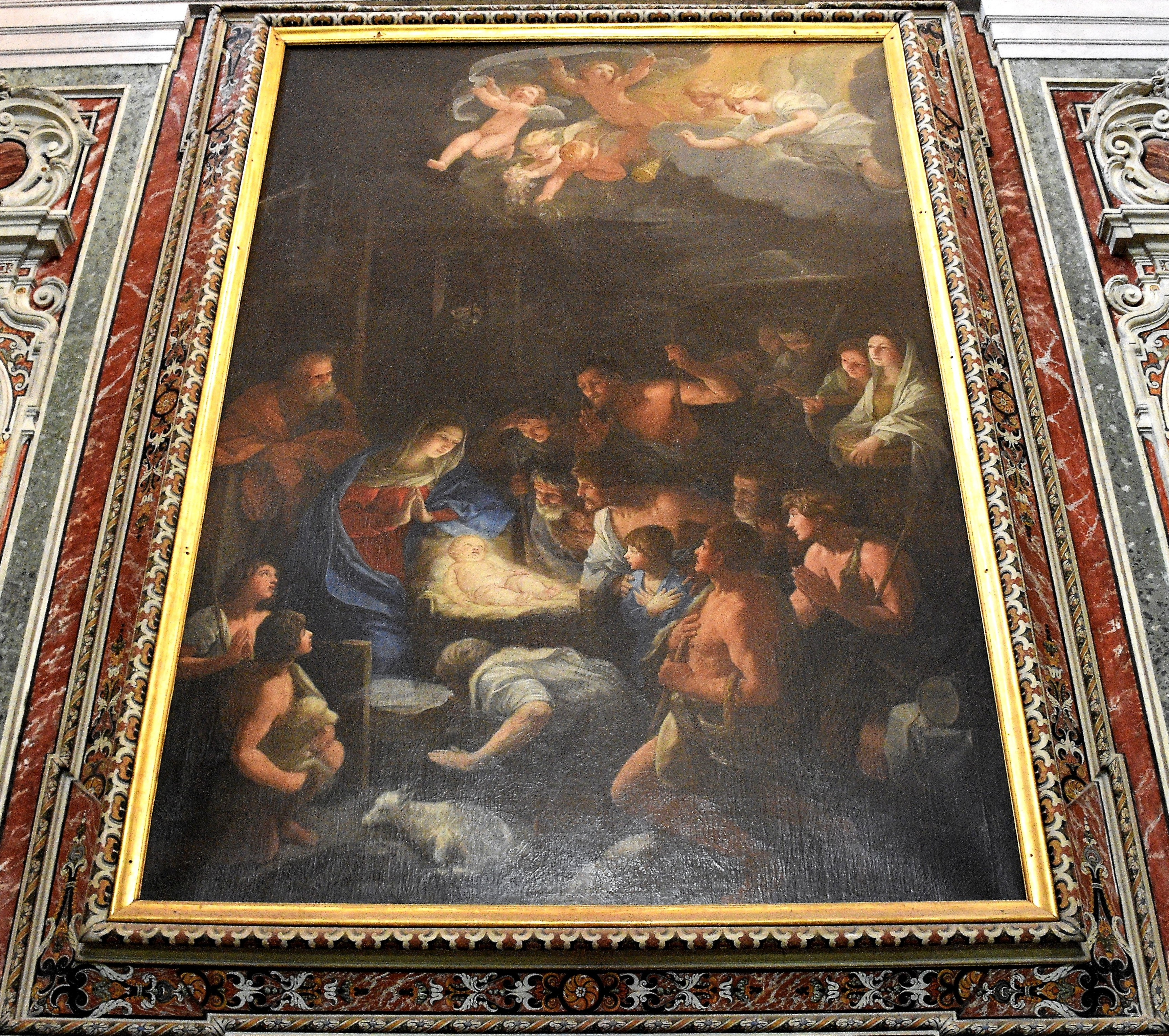
Guido Reni, Adorazione dei pastori (1642)
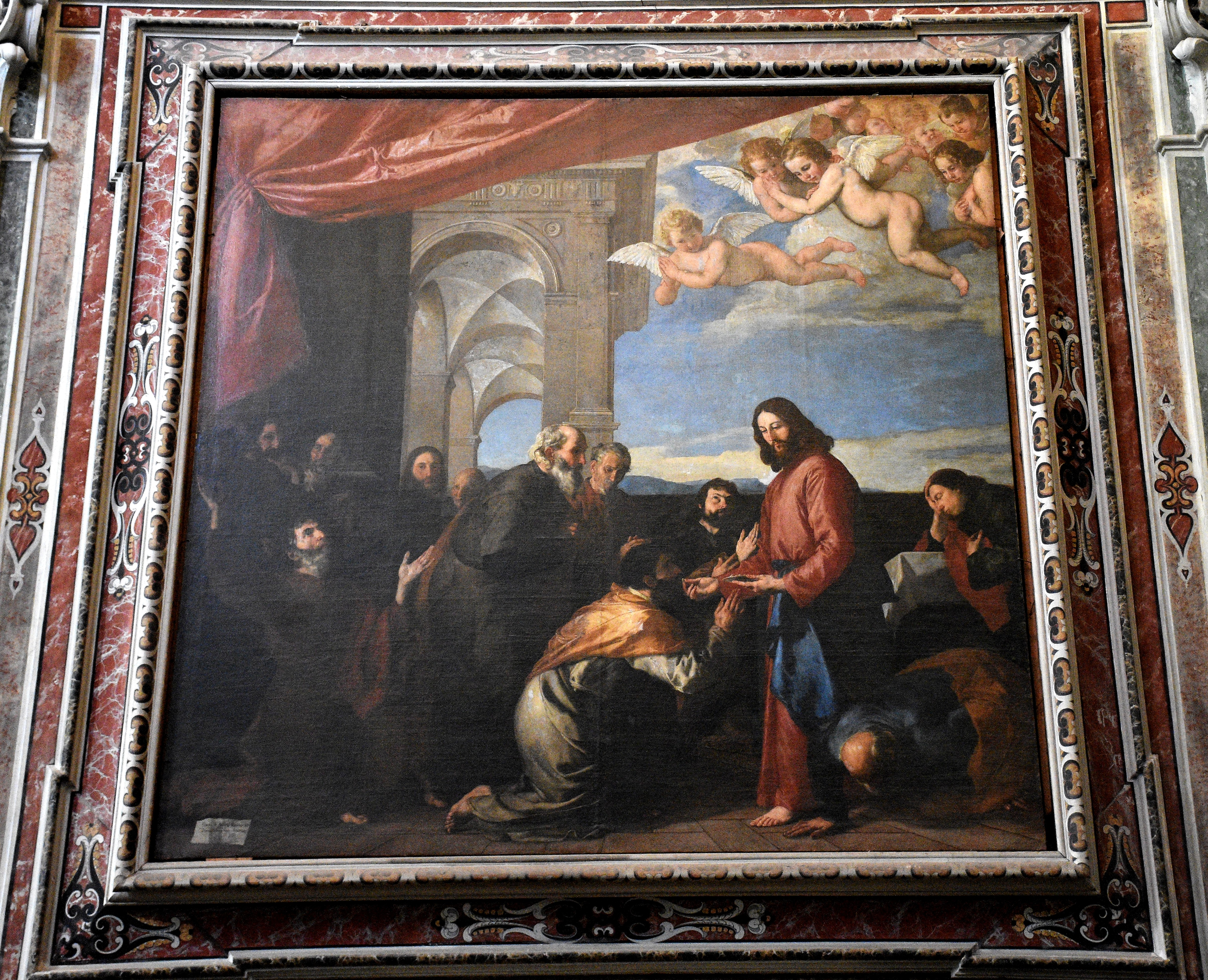
Jusepe de Ribera, Comunione degli apostoli (1651)

Dalla zona absidale si accede, tramite due porte laterali, agli altri ambienti del complesso.

#### Sacrestia e cappelle del Tesoro

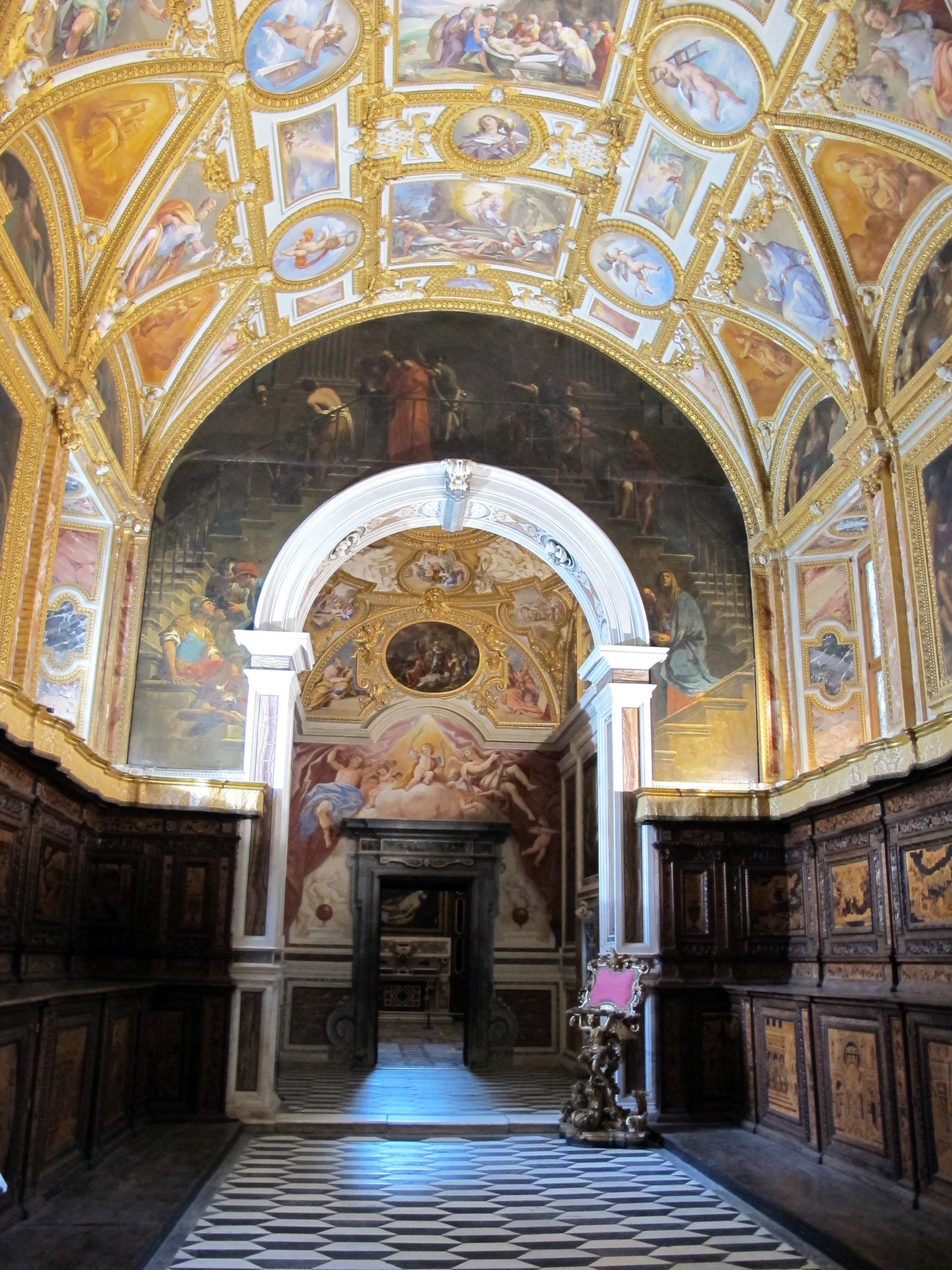
Sacrestia vista verso il passaggetto

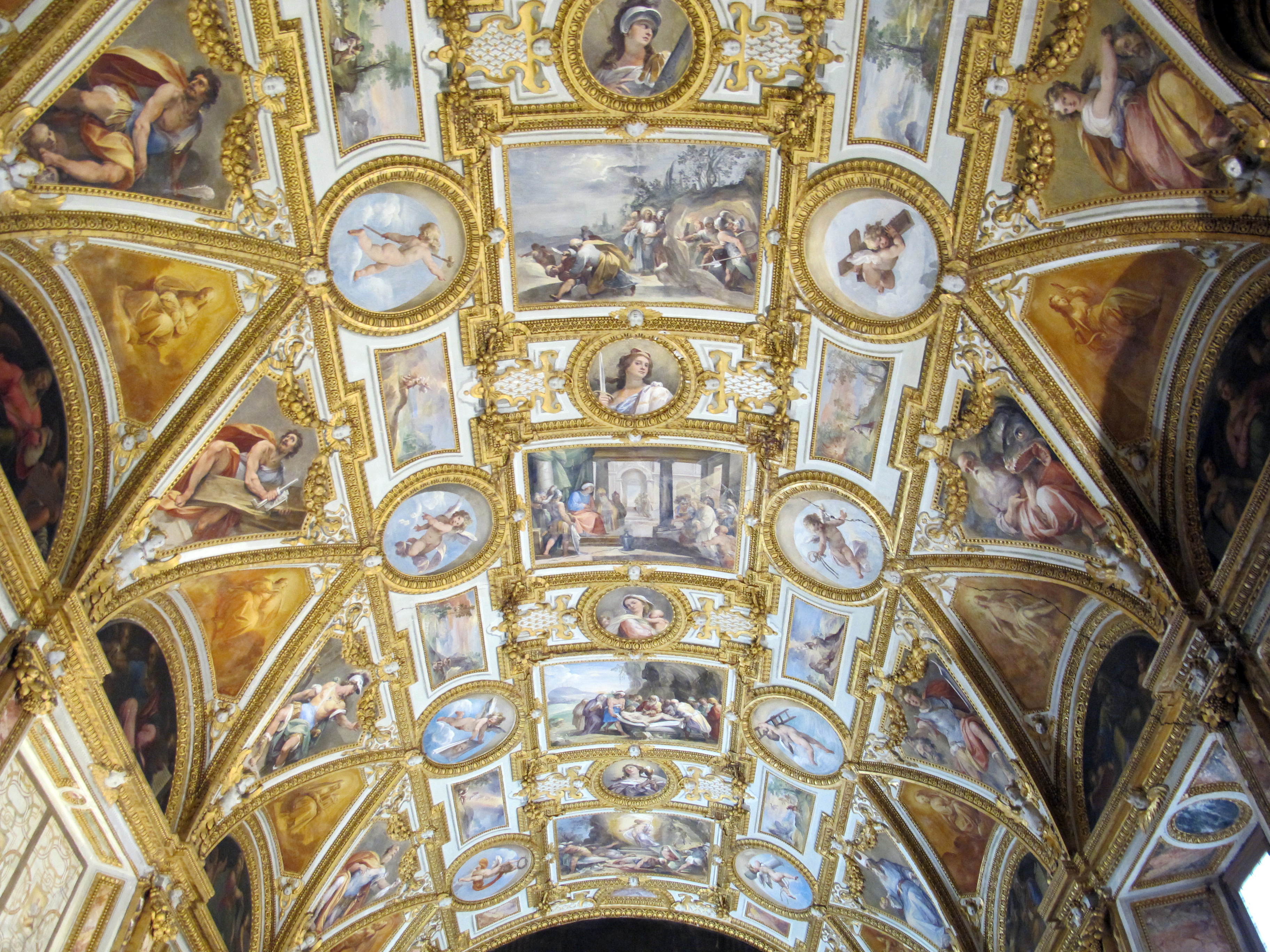
Particolare della volta affrescata dal Cavalier d'Arpino (1596-97)

Sul lato sinistro della zona absidale della chiesa, una porta conduce alla sacrestia, decorata nella volta con affreschi datati 1596-1597 del Cavalier d'Arpino con le Storie della Passione di Cristo, Virtù, Putti con simboli della Passione, Storie del Vecchio Testamento, Allegorie di virtù e Personaggi delle Sacre Scritture. Nel registro inferiore della sala sono collocati alle pareti arredi mobiliari intarsiati di fine Cinquecento, i cui intagliatori furono Nunzio Ferraro, Giovan Battista Vigilante, mentre gli intarsi appartengono ai fiamminghi Enrico di Utrecht, Lorenzo Ducha e Teodoro de Vogel che eseguirono le rappresentazioni di Storie delle Sacre Scritture e dell'Apocalisse. Sulle due pareti frontali sono invece,da un lato, una Crocifissione del Cavalier d'Arpino datata 1592 circa con in basso una Negazione di san Pietro attribuita ad un ignoto caravaggesco, entrambe poste sulla controfacciata, e dall'altro lato, sull'arcone della parete di fondo, un Ecce Homo del 1644 di Massimo Stanzione. Altri dipinti collocati tra i finestroni lungo le fasce superiori delle pareti laterali sono infine di Lazzaro Tavarone e riguardano Sibille, Profeti e Storie della Passione, tutti datati 1594.
Segue la sacrestia un piccolo spazio di forma quadrata decorato con affreschi nella volta di Massimo Stanzione del 1644 con Storie dell'Antico Testamento, Evangelisti e Storie di Cristo, mentre di Paolo De Matteis sono gli affreschi con gli angeli reggisimboli, collocabili intorno alla seconda metà del Seicento. Due porte collocate una alla parete di sinistra e l'altra in quella frontale conducono la prima alla cappella del Tesoro Vecchio, un tempo custode del tesoro della certosa, poi distrutto nel corso dei secoli, la seconda invece a quella del Tesoro Nuovo, databile alla seconda metà del Seicento.
Alle pareti e sulla volta del Tesoro Vecchio sono affreschi di Micco Spadaro del 1640, con la Caduta della Manna e Mosè con le tavole della legge, e di Viviano Codazzi che eseguì invece alcune decorazioni prospettiche.

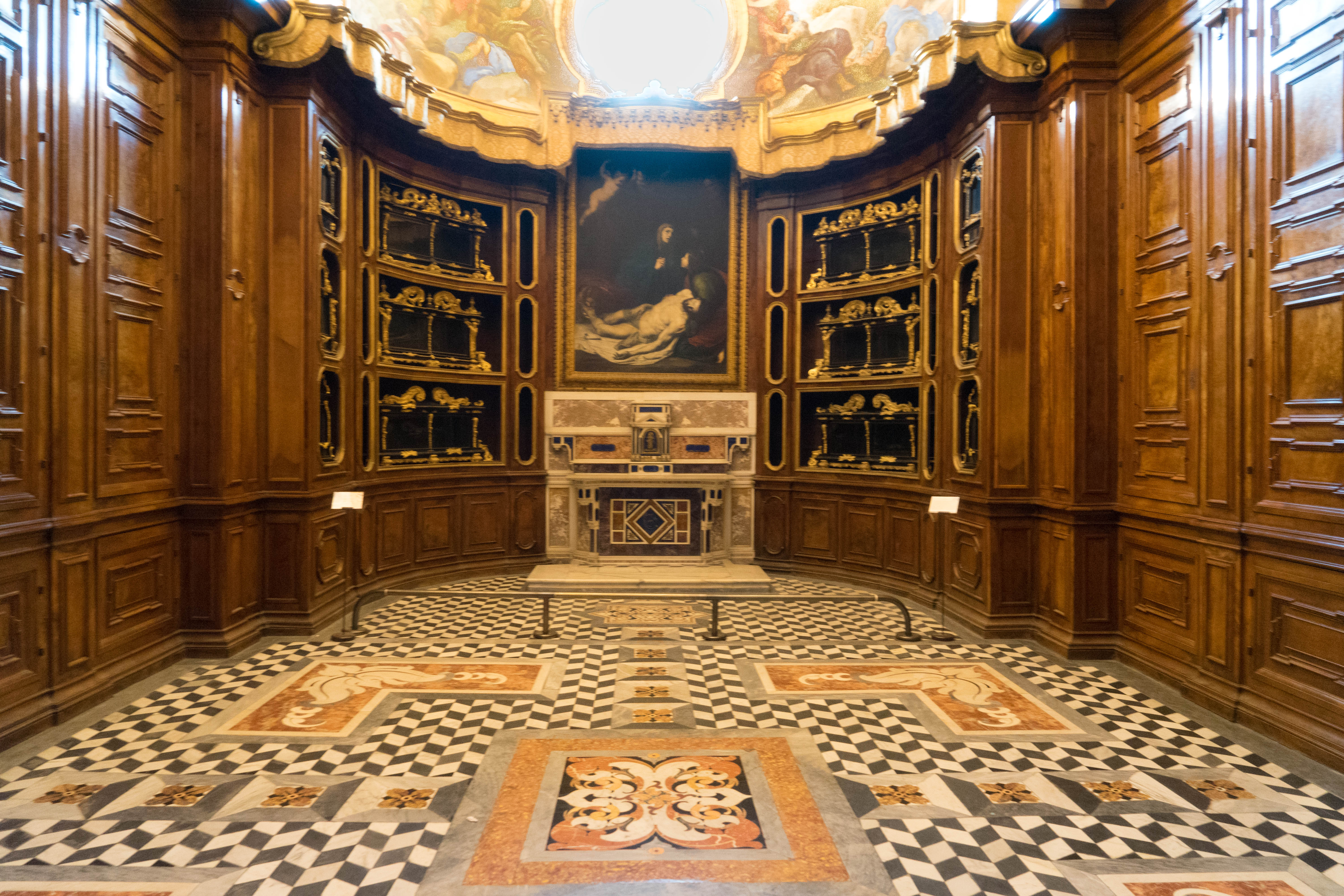
Cappella del Tesoro Nuovo

La cappella del Tesoro Nuovo è invece frutto della volontà del monaco Frà Bonaventura Presti a cui si deve il progetto della nuova sala che avrebbe ospitato il tesoro che oramai non trovava più spazio di collocazione nella più piccola cappella vecchia. La scodella centrale della volta è affrescata da Luca Giordano nel 1704 circa con il Trionfo di Giuditta mentre ai quattro lati con eroine del Vecchio Testamento: Termutide, Debora, Seile e Giaele. Sempre del Giordano sono inoltre gli affreschi nel catino absidale, dove è l'Adorazione del serpente di bronzo, e quelli delle cinque lunette laterali con la Caduta della Manna e Mosè che divide le acque in quella di destra, la Fornace di Nabucodonosor e Abramo e Isacco che salgono il Monte in quella di sinistra, e il Sacrificio di Aronne nella controfacciata. Al pittore napoletano si devono infine anche le figure allegoriche e i putti nei sottarchi, che completano così il ciclo che di fatto è l'ultimo lavoro documentato del Giordano. Decorano poi la cappella nelle fasce inferiori delle pareti laterali, arredi mobiliari nei quali era conservato il tesoro della certosa, poi fuso sul finire del Settecento da re Ferdinando IV per poter disporre di fondi utili a sostenere le spese derivanti dalla guerra contro i francesi per la difesa della città. La parete frontale è invece caratterizzata da un altare del 1610 del fiorentino Giovanni Selino sopra il quale è la celebre pala della Pietà di Jusepe de Ribera, datata 1637; ai lati infine, entro due nicchie sono contenuti dei reliquari di fine Seicento di Gennaro Monte.

#### Sala del Capitolo, coro dei Conversi e parlatorio

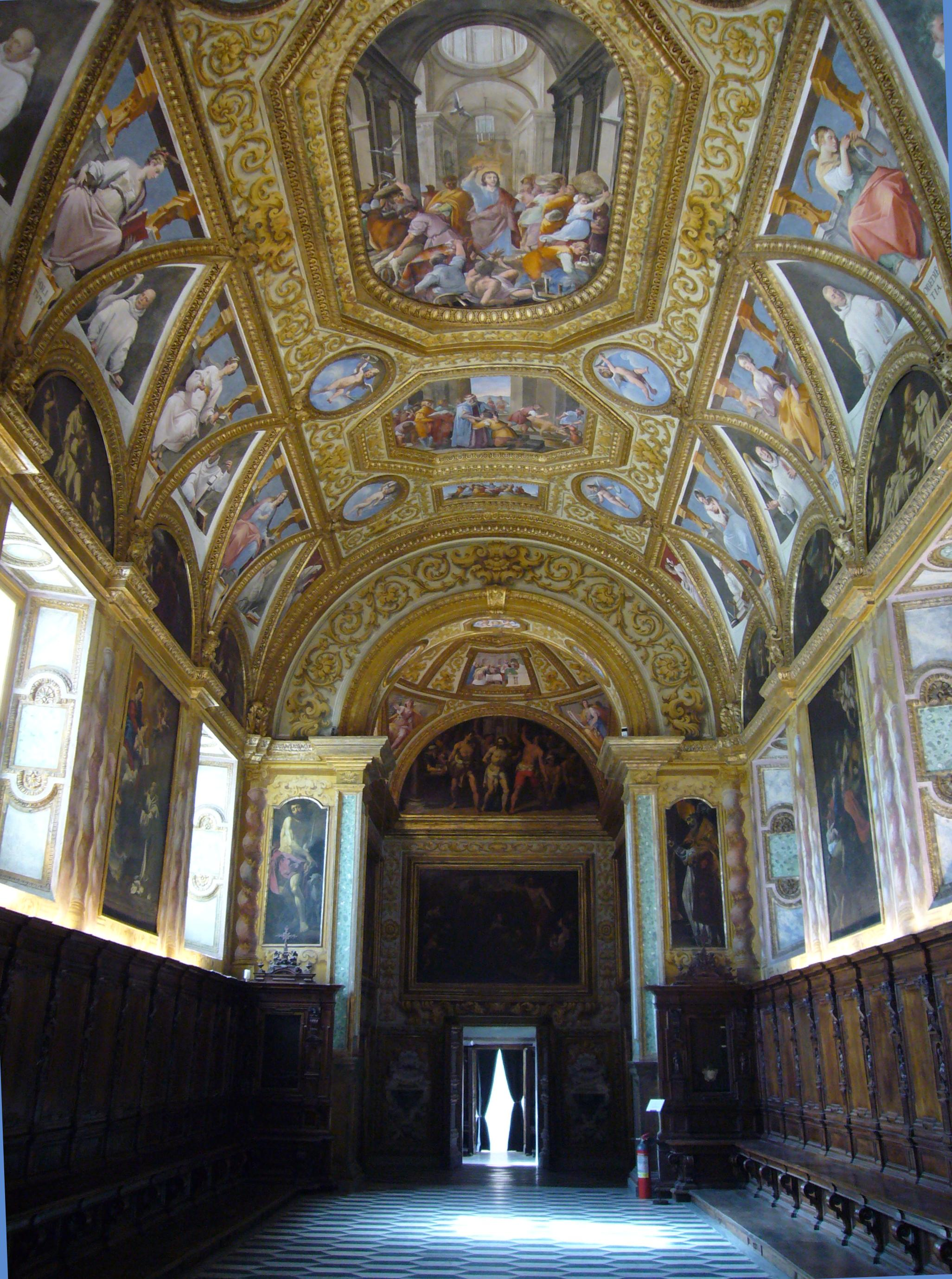
Sala del Capitolo

Dalla porta nella parete destra della zona absidale della chiesa, si raggiunge la sala del Capitolo, dove sono presenti affreschi di Belisario Corenzio sulla volta con le Parabole evangeliche e le Virtù certosine datate 1624 e, nel lunettone della controfacciata, con il Cristo e l'adultera. Lungo le pareti laterali dell'ambiente, intervallate alle finestre, sono invece una serie di dipinti: una concitata scena della Circoncisione di Paolo Finoglio del 1626, una Visione di san Bruno del 1625 circa di Simon Vouet, un'Adorazione dei Magi di Battistello Caracciolo del 1626 e infine un'Adorazione dei Pastori di Massimo Stanzione e ancora del 1626. Sopra la porta d'ingresso è la tela della Disputa di Gesù nel Tempio, datata 1739 e opera di Francesco De Mura, mentre ai pilastri angolari della parete frontale sono raffigurati il San Giovanni Battista e il San Martino Vescovo, datati 1623 circa e opera ancora del Caracciolo. Di nuovo al Finoglio si devono invece le pregevoli raffigurazioni nelle lunette delle pareti laterali dei Dieci grandi fondatori degli ordini religiosi, che hanno il fine di tracciare una sorta di storia del monachesimo, tutti databili al 1625-1626. In senso orario sono raffigurati, da sinistra: San Domenico, iniziatore dell'ordine domenicano, San Bernardo, animatore dei cistercensi, San Bruno, colui che riunì a Chartreuse il primo nucleo di certosini, Sant'Agostino, fondatore dell'ordine agostiniano, il profeta Elia, a cui si ispirarono i carmelitani, San Benedetto, fondatore dei benedettini e padre del monachesimo occidentale, San Basilio, padre di quello orientale e fondatore della regola basiliana, San Romualdo, da cui ebbero origine i camaldesi, San Francesco di Paola, che creò l'ordine dei frati minimi, e infine San Francesco d'Assisi, fondatore di quello francescano. Gli stalli lignei datati 1627 nel registro inferiore delle pareti laterali sono invece ascrivibili all'opera di Orazio Orio e Carlo Bruschetta. Da una porta subito a destra della sala, si arriva al coro dei Conversi, mentre la porta sulla parete di fondo conduce al parlatorio.
Il coro dei Conversi, collegato a sua volta alla terza cappella di destra della chiesa e che ospitava un tempo i monaci che non recitavano messa e che invece si occupavano di prestare servizi all'interno del complesso certosino, presenta nella parte inferiore, lungo le pareti, 26 stalli lignei del 1520 eseguiti da Giovanni Francesco d'Arezzo e da Maestro Prospero. La mobilia era in origine collocata nel coro della chiesa, per poi essere spostata nel coro dei Conversi all'inizio del Seicento, e presenta negli intarsi le raffigurazioni dei santi Ugo, Giovanni Battista, Bruno e Girolamo, Prospettive paesaggistiche, nelle quali è ritratto l'originario aspetto gotico della certosa, e Nature morte. Nella fascia superiore delle pareti e nella volta sono presenti affreschi di paesaggi eseguiti tra il 1638 e il 1642 da Micco Spadaro, mentre i cicli con le Storie dei certosini e gli Episodi del Vecchio e Nuovo Testamento dello stesso pittore sono invece ritratti in una serie di nove finti arazzi. All'interno dell'ambiente è infine presente un monumentale lavamano di Cosimo Fanzago eseguito nel 1631 e un altare seicentesco su cui è la pala di Cesare Fracanzano del 1635 circa con il San Michele Arcangelo.

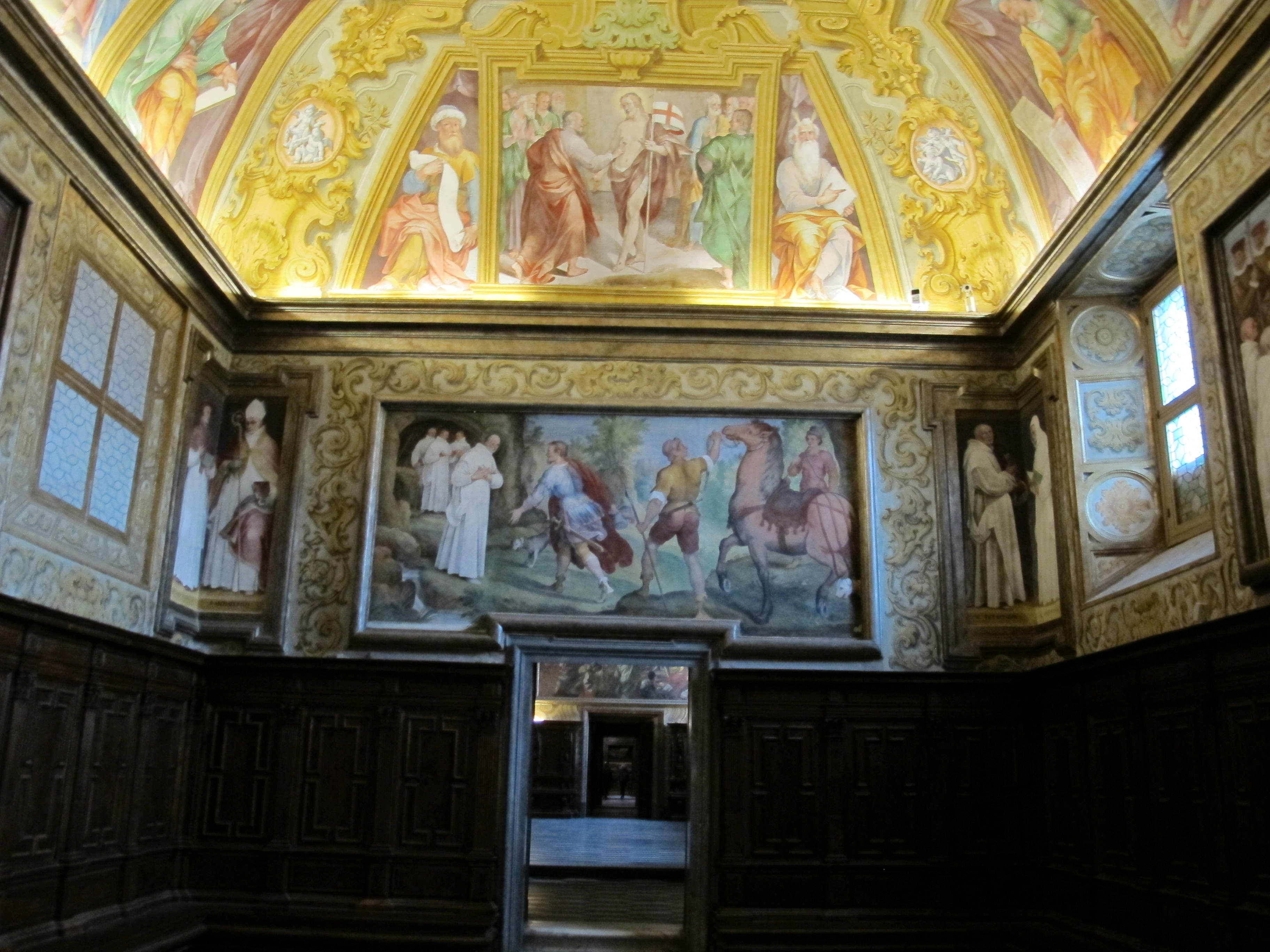
Parlatorio

Continuando dalla sala capitolare, un passaggetto decorato nella volta con Storie dell'infanzia di Cristo e Virtù del 1593 di Bernardino Cesari (fratello del Cavalier d'Arpino) e nelle pareti con i dipinti della Flagellazione di Cristo dello stesso autore, la Predica di San Giovanni Battista nel deserto dello Stanzione e la Visitazione e la Presentazione al Tempio di Flaminio Torelli del 1588, anticipa il parlatorio, ultimo ambiente di quest'ala della chiesa.
Il parlatorio era in origine lo spazio dedicato al ricevimento di visite esterne alla certosa. Gli affreschi tardo-manieristi della volta e delle pareti sono di Avanzino Nucci del 1596: al centro del soffitto è la Discesa dello Spirito Santo, nei registri superiori delle due pareti frontali, invece, due episodi sulla Pesca miracolosa, sulla Resurrezione e sull'Incredulità di san Tommaso ai cui lati sono raffigurati Profeti. Nei quattro angoli delle pareti sono affrescati i Santi priori dell'ordine certosino e lungo le due pareti laterali le Storie della vita di san Brunone: la Richiesta del santo a sant'Ugo vescovo di Grenoble di concedergli un romitaggio, l'Apparizione del santo a Ruggero il Normanno, il Ruggero il Normanno che ringrazia il santo nelle campagne di Squilace, e infine il San Bruno inginocchiato davanti a Urbano II. Dalla parete frontale del parlatorio si raggiunge, scendendo le scale che tagliano trasversalmente l'uscita, il chiostro grande e da lì gli altri ambienti del complesso religioso; salendo le stesse scale si giunge invece ai piani superiori della certosa.

#### Refettorio, chiostrino e cappella della Maddalena

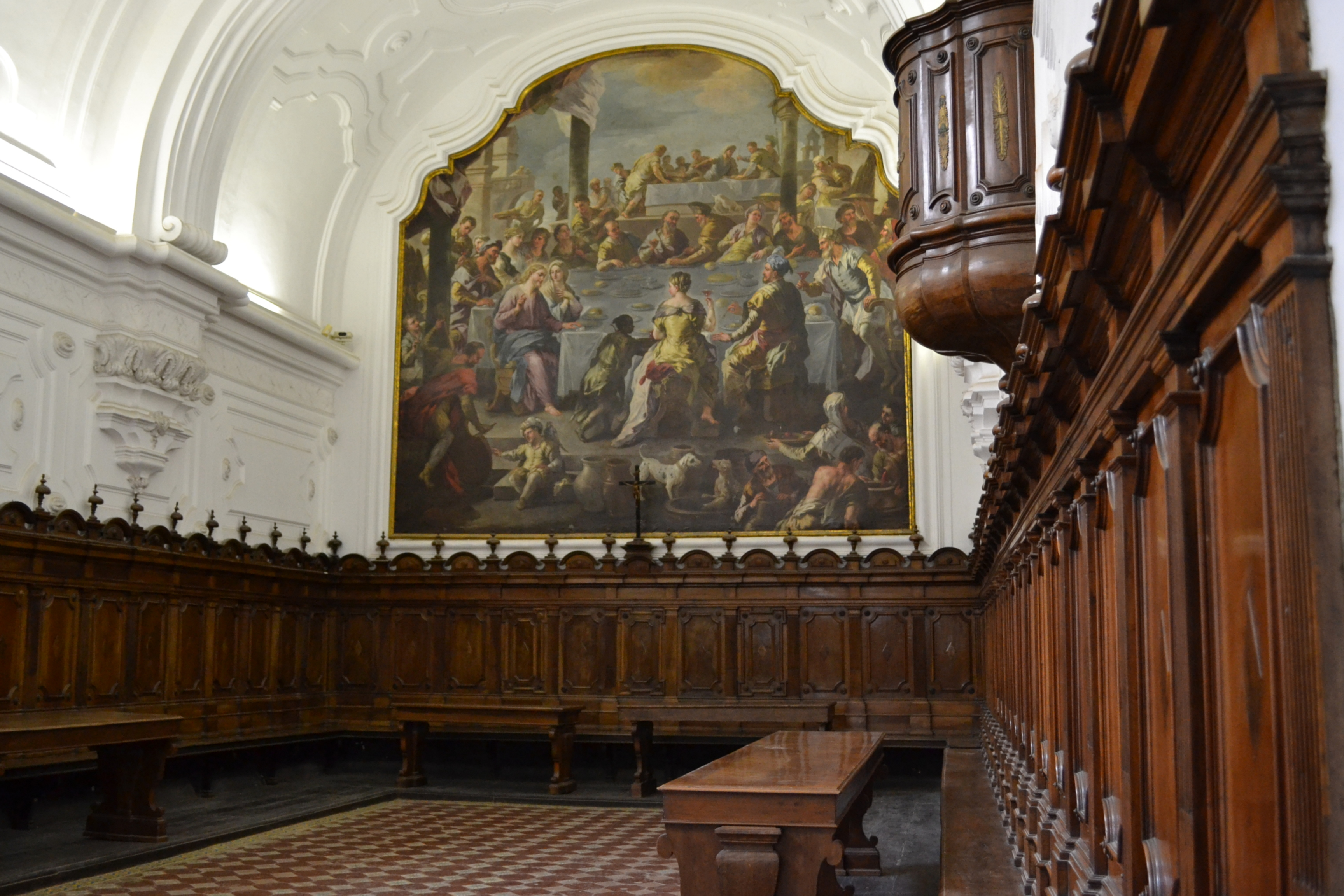
Refettorio

Il refettorio appartiene alle aggiunte settecentesche che hanno interessato il complesso certosino e veniva utilizzato dai monaci come luogo di aggregazione in occasioni di feste religiose, interrompendo così il loro status di "isolati". L'architettura del vasto ambiente si deve a Nicola Tagliacozzi Canale, che nel 1724 completò la sua edificazione. Nella parete di fondo è collocata la grande tela di Nicola Malinconico raffigurante Le nozze di Cana (1724), mentre lungo le pareti laterali sono collocati mobili del XVIII secolo; il pavimento in cotto e maiolica risale anch'esso allo stesso secolo, a cui appartiene anche la poltrona per le funzioni religiose collocata nella controfacciata e che proviene dai depositi della chiesa di Sant'Agostino alla Zecca.
Attiguo al refettorio è il piccolo chiostrino, risalente alla seconda metà del Cinquecento e ristrutturato nel corso Settecento sempre dal Canale, che si occupò in quest'occasione di riutilizzare alcuni marmi abbozzati precedentemente da Cosimo Fanzago. Il lavamano marmoreo che decora una delle pareti fu iniziato dal Fanzago e terminato da Biagio Monte, con di fronte il busto in stucco di San Bruno, opera questa di Matteo Bottiglieri.
Dal chiostrino, un corridoio conduce infine alla piccola cappella della Maddalena, interamente affrescata alle pareti e sulla volta (di cui è notevole qui la finta cupola) con architetture prospettiche in trompe-l'œil da Giovan Battista Natali nel 1725 circa e decorata sull'altare con una tela di Andrea Vaccaro ritraente la Maddalena (1636), considerata una delle più felici opere della produzione del pittore napoletano.

### Corridoio fanzaghiano
Alle spalle della chiesa della certosa, adiacente al refettorio, si sviluppa il corridoio di Cosimo Fanzago, edificato nel corso dei lavori dell'architetto bergamasco al complesso certosino avvenuti nella prima metà del Seicento. Il corridoio, a forma di "L", serve a collegare tra loro tutti i principali ambienti della certosa, dalla chiesa al chiostro dei procuratori, a quello grande fino al quarto del priore.

### Chiostri
I chiostri della certosa di San Martino sono due: il chiostro dei procuratori e quello grande.
Il chiostro dei procuratori fu disegnato dopo il 1590 da Giovanni Antonio Dosio, che intese eseguire uno spazio scandito dalla successione delle arcate che vedono l'alternanza del marmo bianco al piperno, pietra grigia di origine vesuviana. Al centro è presente un pozzo anch'esso in piperno opera di Felice De Felice collocabile tra il 1605 e il 1608. Alle pareti del chiostro sono invece collocate epigrafi storiche, sculture e stemmi rappresentativi dei quartieri della città, portati in certosa durante il periodo del Risanamento di Napoli, quando questi furono asportati dalle strade.
Il chiostro grande fu progettato anch'esso dal Dosio su un preesistente chiostro trecentesco; i lavori di completamento però furono poi eseguiti successivamente da Cosimo Fanzago. L'architetto bergamasco realizzò le mezze lesene agli angoli dell'ambulacro, cinque dei sette busti sopra le porte angolari che caratterizzano le pareti e la balaustra barocca del cimiterino trecentesco dei monaci, decorata con teschi ed ossa. L'ordine superiore del chiostro è caratterizzato da otto sculture: il San Paolo e il San Giovanni Battista di Giovan Battista Caccini, entrambe del 1593, il Cristo risorto di Michelangelo Naccherino, la Vergine di Giovan Battista Perasco e il San Pietro, San Bruno, San Martino e la Maddalena, tutte del Fanzago. Al centro dello spazio, infine, è presente un pozzo in marmo scolpito dal Dosio nel 1578.

### Quarto del Priore

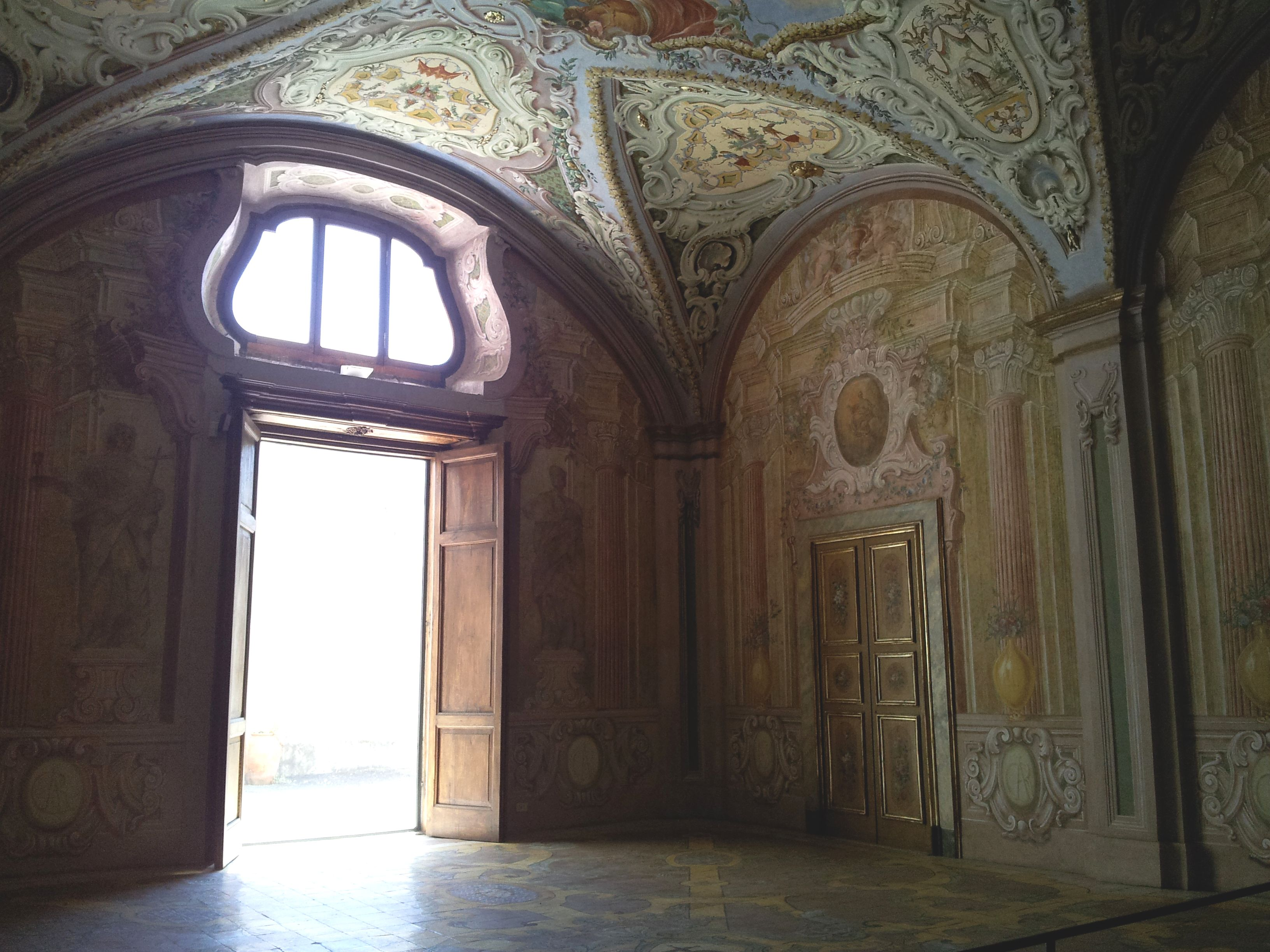
Vestibolo della biblioteca

Il quarto del Priore era lo spazio tipico in un complesso certosino destinato alla dimora del priore.
Alcune delle sale dell'appartamento, come l'ex studiolo o la cappella privata, conservano lungo le pareti o nelle volte ancora le decorazioni ad affresco di Micco Spadaro, per le quali eseguì scene di Paesaggi e Santi. Tra le sale meglio conservate spiccano comunque le due occupate dalla ex biblioteca della certosa, dove oltre agli affreschi si registrano anche le originarie pavimentazioni maiolicate del Settecento. Nel primo ambiente, il vestibolo, si conserva ancora la pavimentazione originaria maiolicata realizzata dalla fabbrica di Giuseppe Massa, artista già famoso per l'esecuzione delle maioliche del chiostro delle Clarisse della basilica di Santa Chiara; alle pareti sono affrescate architetture in trompe-l'œil, mentre nella volta decorata con cineserie realizzate nel 1741 è al centro il Trionfo della Fede di Crescenzo Gamba. Nella seconda sala invece, corrispondente alla biblioteca vera e propria, si vede una pavimentazione del 1771 di Leonardo Chiaiese decorata in maiolica con la rappresentazione di una meridiana di Rocco Bovi e nella volta ancora decorazioni con motivi orientali che incorniciano due affreschi centrali ancora del Gamba nelle rispettive due sale che compongono la biblioteca e che si succedono tra loro: nella prima è il San Martino in gloria, nella seconda il San Bruno che riceve la regola certosina.
Altre sale del quarto che invece un tempo esponevano la quadreria della certosa, le cui raccolte di opere furono poi disperse in parte dapprima con la soppressione francese del 1806 poi in seguito anche dopo l'Unità d'Italia del 1861, sono invece state utilizzate per esporre l'attuale raccolta di dipinti e sculture della scuola napoletana del XVII e XVIII secolo un tempo già all'interno del complesso certosino o comunque appartenenti alla vecchia collezione della quadreria, con opere pittoriche di Pacecco De Rosa, Andrea Vaccaro, Battistello Caracciolo, Micco Spadaro e Massimo Stanzione, nonché sculture e monumenti funebri di Pietro Bernini e Girolamo Santacroce. Alcuni di questi ambienti conservano infine ancora gli originari affreschi lungo le pareti, come l'oratorio del Priore, dove sono il Cristo morto con un angelo dello Spadaro e le Storie della Genesi e i Simboli di Cristo che invece si rimandano a un ignoto tardo manierista, o come le sale della vecchia quadreria della Certosa, dove sono paesaggi, un Battesimo di Cristo, le Storie di Salomone e una Veduta di Napoli con i fondatori della certosa Carlo duca di Calabria e Giovanna d'Angiò, o come la loggia coperta, dove sono Paesaggi con santi eremiti ancora dello Spadaro e finte prospettive di Viviano Codazzi.
La loggia che caratterizza un angolo del quarto del Priore è infine quella che consente di fornire la vista sull'intero golfo di Napoli.

### Farmacia
La farmacia nacque intorno al 1699 per offrire possibilità curative ai padri certosini del complesso. L'ampia sala, di forma rettangolare, presenta una volta decorata ad affresco con putti alati, virtù e allegorie e al centro con un affresco di Paolo De Matteis raffigurante San Bruno che intercede presso la Vergine per gli infermi.
La sala è destinata all'esposizione permanente di alcuni vasi storici originali della farmacia nonché di alcuni pezzi del museo nazionale di San Martino, tra cui spicca il bozzetto del Cristo Velato di Antonio Corradini, che sarà il punto di partenza da cui Giuseppe Sanmartino partirà per il compimento della celebre scultura della cappella Sansevero.

### Giardini pensili
Da una pregevole scala a calicò esterna agli appartamenti del priore opera di Cosimo Fanzago è possibile accedere alle vigne della certosa, dai quali è ancora una volta consentito godere del panorama del golfo della città e che inoltre vede indicate, nel muro di sostegno lungo il viale principale, le quattordici stazioni della Via Crucis.
I giardini pensili della Certosa, dichiarati dal 2010 bene di interesse storico ed artistico come una statua, un castello o una reggia, furono restaurati intorno al 1970 e sono caratterizzati dal fatto che degradano nella loro estensione. Con i loro 7 ettari di superficie, furono costruiti rispettando il paesaggio circostante e sfruttandone appieno le potenzialità scenografiche, in piena logica del giardino barocco. Il ripiano superiore è quello più prossimo al quarto del Priore ed era in origine destinato alla coltivazione di erbe curative per la farmacia della certosa; il ripiano intermedio era invece l'orto del priore ed è decorato con un lungo pergolato settecentesco; i ripiani inferiori infine rappresentavano le vigne dei monaci e vi si trovano sentieri, terrazzamenti, mura di sostegno, l'articolato sistema idraulico e piccoli edifici costruiti dai monaci nel corso di seicento anni.

### I sotterranei gotici
(Vittorio Spinazzola)

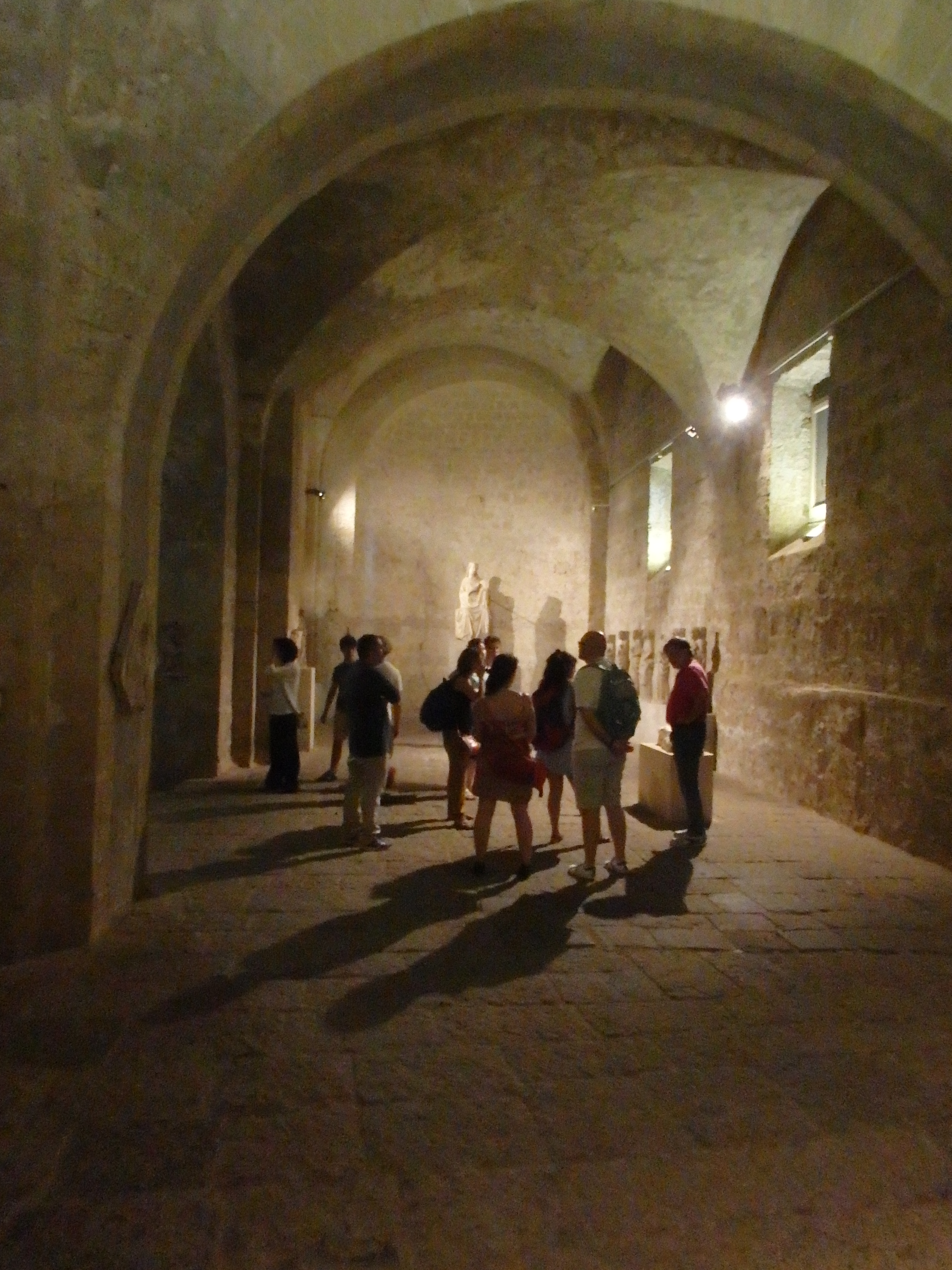
Uno degli ambienti dei sotterranei della Certosa

Al di sotto della certosa si sviluppano le fondamenta originarie gotiche scavate nella collina. Gli ambienti ricordano quelli della Piscina mirabilis di Bacoli e costituiscono una notevole opera architettonica ed ingegneristica, caratterizzati da una successione di pilastri e volte ogivali alti più di 15 metri a sostegno della struttura sovrastante, custodi oltremodo di circa 150 opere tra epigrafi e sculture databili dal XIII al XVII secolo. Tra le opere principali appartengono alla bottega del Camaino la statua femminile attribuita alla persona di Maria di Valois, la Madonna col Bambino in trono e il sarcofago di Beatrice del Balzo; sono invece del Settecento la Velata di Angelo Viva e la scultura marmorea del San Francesco in estasi, opera di Giuseppe Sanmartino.

## Museo

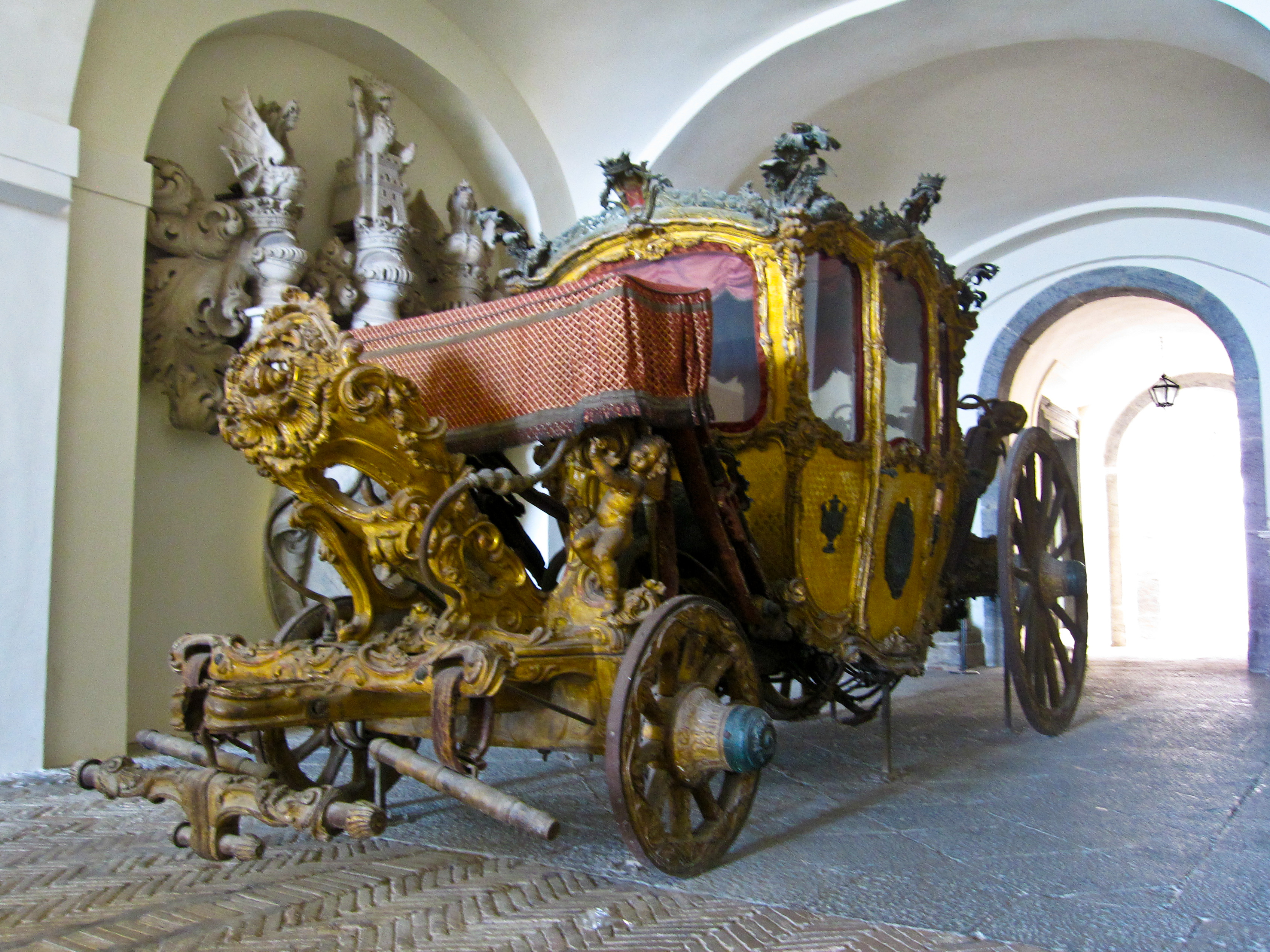
La sezione carrozze reali del Museo

All'interno del complesso certosino è ospitato in alcune sale il Museo nazionale di San Martino, che ha l'intento di raccontare la storia di Napoli dall'epoca borbonica fino al periodo postunitario.
Il museo si compone di numerose sezioni ospitate in diverse sale della certosa, tra cui negli ambienti del Quarto del Priore, nella farmacia, nel refettorio, nelle celle dei certosini, nell'antica foresteria o in alcune sale del secondo piano del chiostro grande. Le sezioni museali sono: la sala delle Carrozze, la sezione navale, la raccolta Orilia, la Quadreria della certosa (all'interno degli ambienti del Quarto del Priore, con opere pittoriche e scultoree già dell'antica quadreria o comunque provenienti dal complesso religioso), la sezione presepiale, il museo dell'Opera (all'interno delle sale al pian terreno del chiostro grande), la sezione delle memorie e immagini della città (al pian terreno e al primo piano del chiostro grande), la sezione delle arti decorate e quella teatrale (entrambe al primo piano della certosa), la collezione Rotondo (negli ambienti che danno sul cortile interno) e infine il Gabinetto di stampe e disegni (al primo piano dell'edificio).